# Architettura gotica

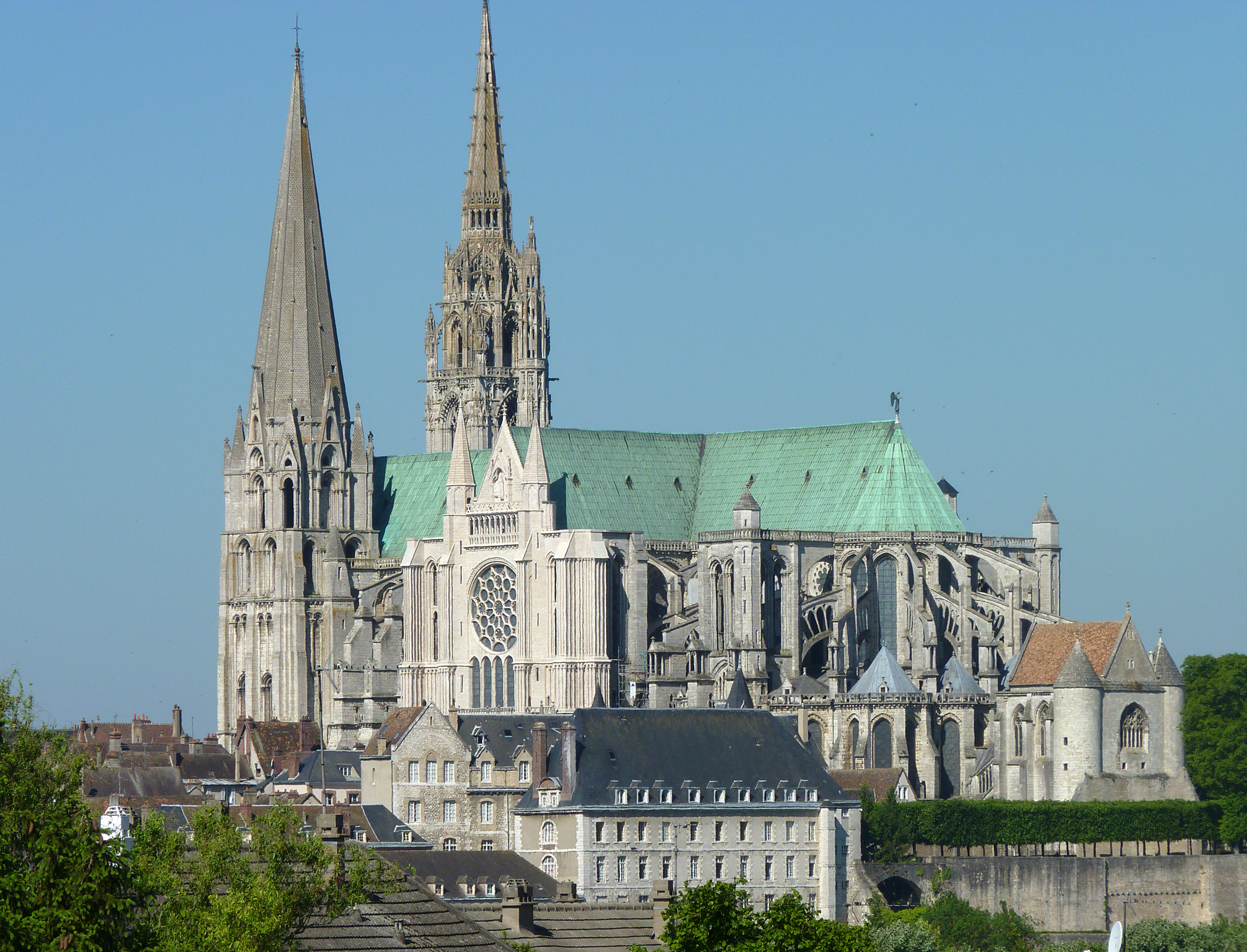
La cattedrale di Chartres.

L'architettura gotica è uno stile architettonico, fase dell'architettura europea, caratterizzato da peculiari forme strutturali ed espressive, in un periodo compreso fra la metà del XII secolo e, in alcune aree europee, i primi decenni del XVI secolo.

## Origine e sviluppo

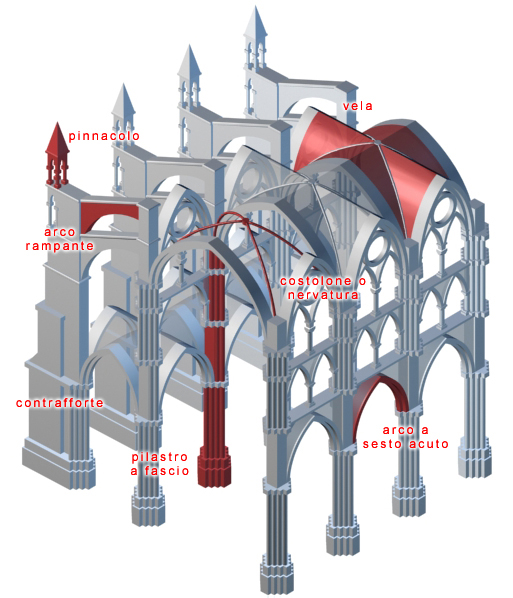
Schema strutturale

Diversamente da quanto avvenne per l'architettura romanica, definita policentrica e senza una regione europea che si possa definire come più rappresentativa, è invece quasi possibile identificare una località e un "padre" dell'architettura gotica. La ricostruzione del coro dell'abbazia di Saint-Denis, vicino a Parigi, iniziata nel 1137 e terminata nell'anno 1144 per opera dell'abate Suger, è infatti generalmente considerata come la data di inizio di questo stile, che da lì a poco si diffonderà prima nelle diocesi dell'Île-de-France e poi nel resto della Francia, in Inghilterra, nell'Impero e nel resto d'Europa, incontrando resistenze significative solo in Italia. Uno stile consapevolmente diverso da quello precedente, caratterizzato dall'uso intensivo di tecniche costruttive già usate (come l'arco a sesto acuto e la volta a crociera), ma in un sistema coerente e logico e con nuovi obiettivi estetici e simbolici 

## Gli inizi: Saint Denis e il ruolo della luce

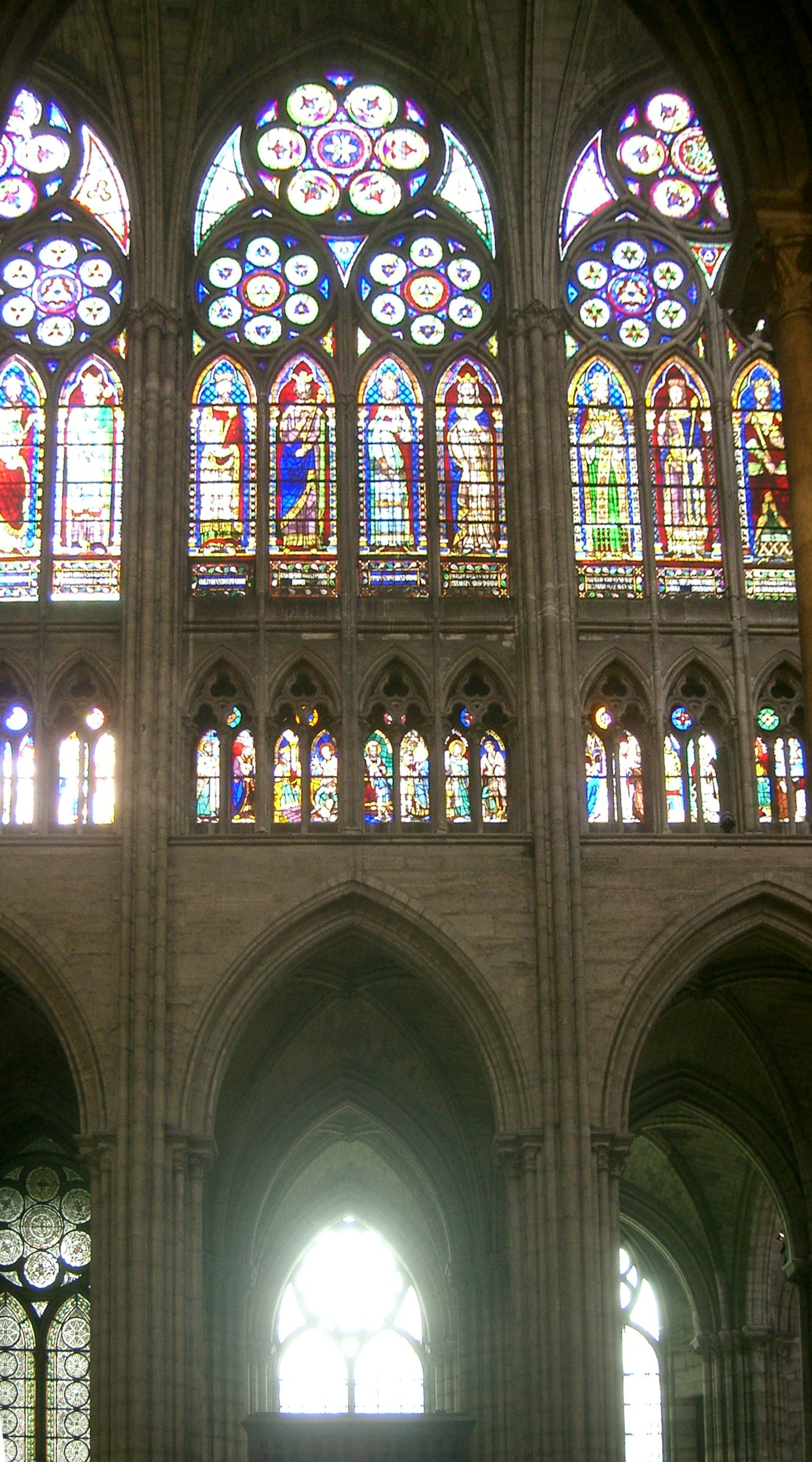
Particolare dello schema costruttivo dell'Abbazia di Saint-Denis

Lo stile gotico appare principalmente nell'Île-de-France e nell'Alta Piccardia, i primissimi edifici "protogotici" emersi nella regione dell'Ile-de-France. L'ipotesi principale per spiegare questi luoghi di nascita nelle regioni dell'Ile-de-France e della Piccardia è che all'epoca fossero essenzialmente popolati da monumenti paleocristiani, in particolare cattedrali con pareti sottili, cornici e numerose finestre. Queste regioni erano quindi già predisposte per le scelte tecniche ed estetiche del gotico. Inoltre, videro l'avvento dei Capetingi e il consolidamento dello Stato, che, con l'annessione dei feudi, impose il rinnovamento di questi edifici come simbolo del potere regio. Infine, si trovano al confine di regioni dinamiche in termini di invenzioni architettoniche: la Borgogna (arco a sesto acuto inventato all'Abbazia di Cluny, archi rampanti inventati a Cluny), la volta a vela del mondo anglo-normanno (Cattedrale di Durham, Abbazia di Lessay). Luogo di passaggio, di produzione della birra, l'Île-de-France e la futura Piccardia videro i primi maestri gotici sintetizzare tutte queste influenze.  
Nel 1140 l'abate Sugerio (Suger) decide di ricostruire il coro e la facciata di Saint-Denis, l'abbazia benedettina che conservava le reliquie del patrono di Parigi San Dionigi. Questo santo era stato il primo vescovo delle Gallie, e il ricordo della sua figura si fuse ben presto con quella del monaco siriano Dionigi l'Areopagita, chiamato così perché era stato a sua volta identificato col Dionigi del I secolo che si sarebbe convertito al cristianesimo dopo aver sentito Paolo di Tarso predicare nell'areopago di Atene.  
Il Dionigi monaco siriano aveva scritto un trattato sulla luce e sulle gerarchie angeliche, De coelesti hierarchia, ispirato al neoplatonismo, nel quale la luce era considerata una sorta di emanazione divina e, in generale, la realtà sensibile intesa come simbolo delle splendenti realtà soprannaturali. L'abbazia, di fondazione altomedievale, divenne un luogo simbolico della monarchia francese in quanto sacrario dei re Capetingi che qui venivano sepolti. 
L'abate Sugerio, lettore dei testi dello Pseudo-Dionigi, volle ricostruire la sua venerabile abbazia ispirandosi alle teorie del filosofo, progettando un nuovo coro con una serie di cappelle radiali a forma trapezoidale direttamente collegate ad un deambulatorio che permetteva ai fedeli di muoversi liberamente anche dietro il recinto del coro. Le cappelle radiali erano coperte da volte a crociera e sulle pareti si aprivano ampie finestre che davano una grande luminosità allo spazio interno. Le vetrate colorate alle aperture rendevano l'atmosfera interna quasi soprannaturale, riuscendo a dare una forma sensibile alle teorie dello Pseudo Dionigi.
Lo stile si evolve nel tempo: al gotico cosiddetto "primitivo" (xii secolo) succede in Francia il gotico "classico" (1190-1230 circa), poi il gotico "radioso" (1230 circa - 1350 circa), il gotico cortese o internazionale  (1380-1420) e infine il gotico "fiammeggiante" (xv secolo/xvi secolo). In Francia, l'arrivo nel 1495 di una colonia di artisti italiani ad Amboise darà vita a uno stile ibrido di struttura gotica e decorazione rinascimentale, è lo stile Luigi XII.
La sua espansione geografica fu principalmente nell'Europa occidentale e l'architettura gotica si presentò in molte varianti locali: gotica angioina, normanno, perpendicolare, ecc.

## Innovazioni tecniche

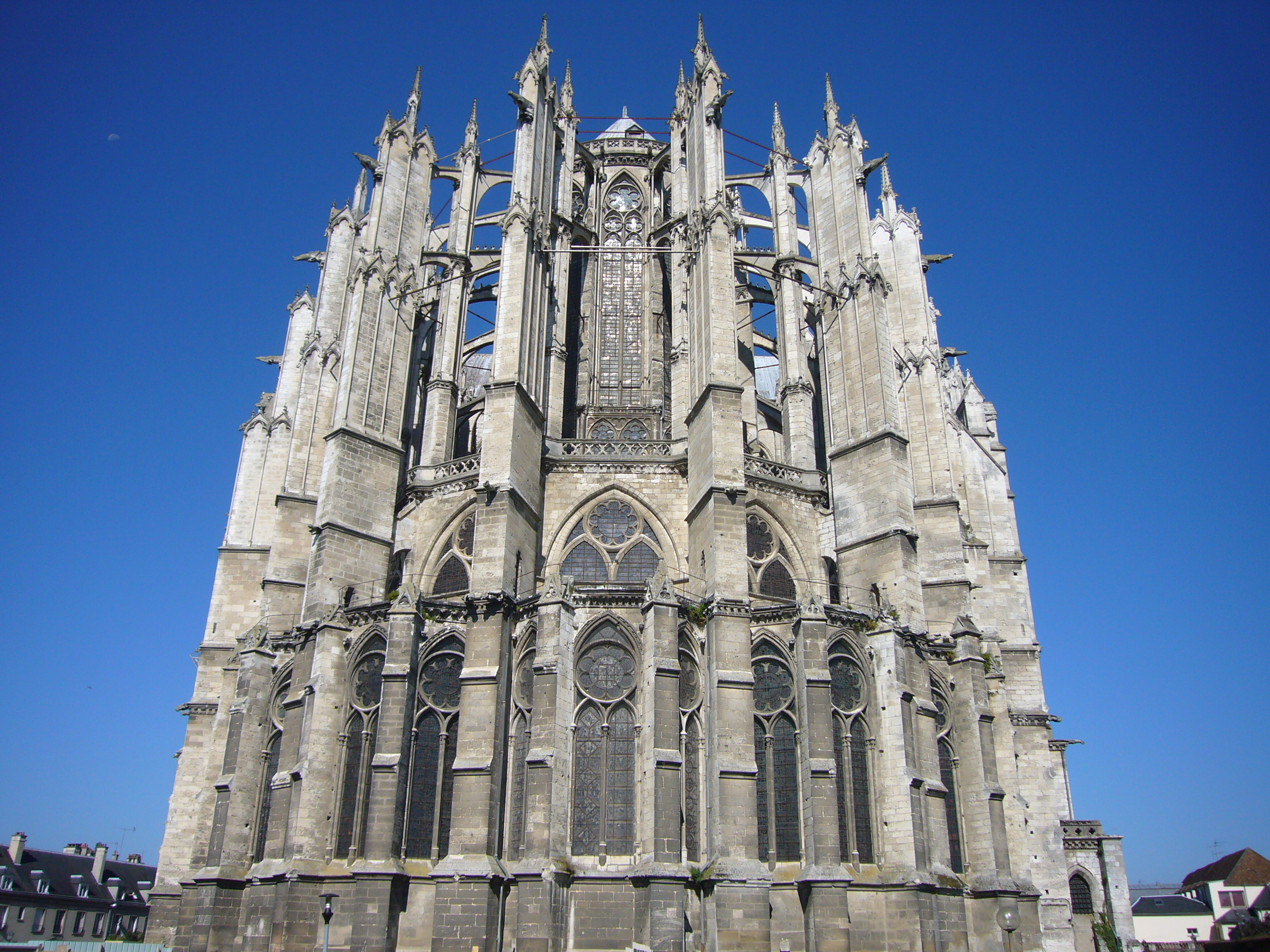
L'ardito coro della Cattedrale di Beauvais

La novità più originale dell'architettura gotica è la scomparsa delle spesse masse murarie tipiche del romanico: il peso della struttura non veniva più assorbito dalle pareti, ma veniva distribuito su pilastri all'interno e nel perimetro, coadiuvati da strutture secondarie come archi rampanti e contrafforti. Lo svuotamento della parete dai carichi permise la realizzazione di pareti di luce, coperte da magnifiche vetrate, alle quali corrispondeva fuori un complesso reticolo di elementi portanti.
A partire dai soli pilastri a fascio si dipana un sistema di contrafforti ben più ampio e diversificato di quello romanico: gli archi rampanti, i pinnacoli, i piloni esterni, gli archi di scarico sono tutti elementi strutturali, che contengono e indirizzano al suolo le spinte laterali della copertura, con conseguente alleggerimento delle murature di riempimento, che presentano un numero maggiore di aperture.

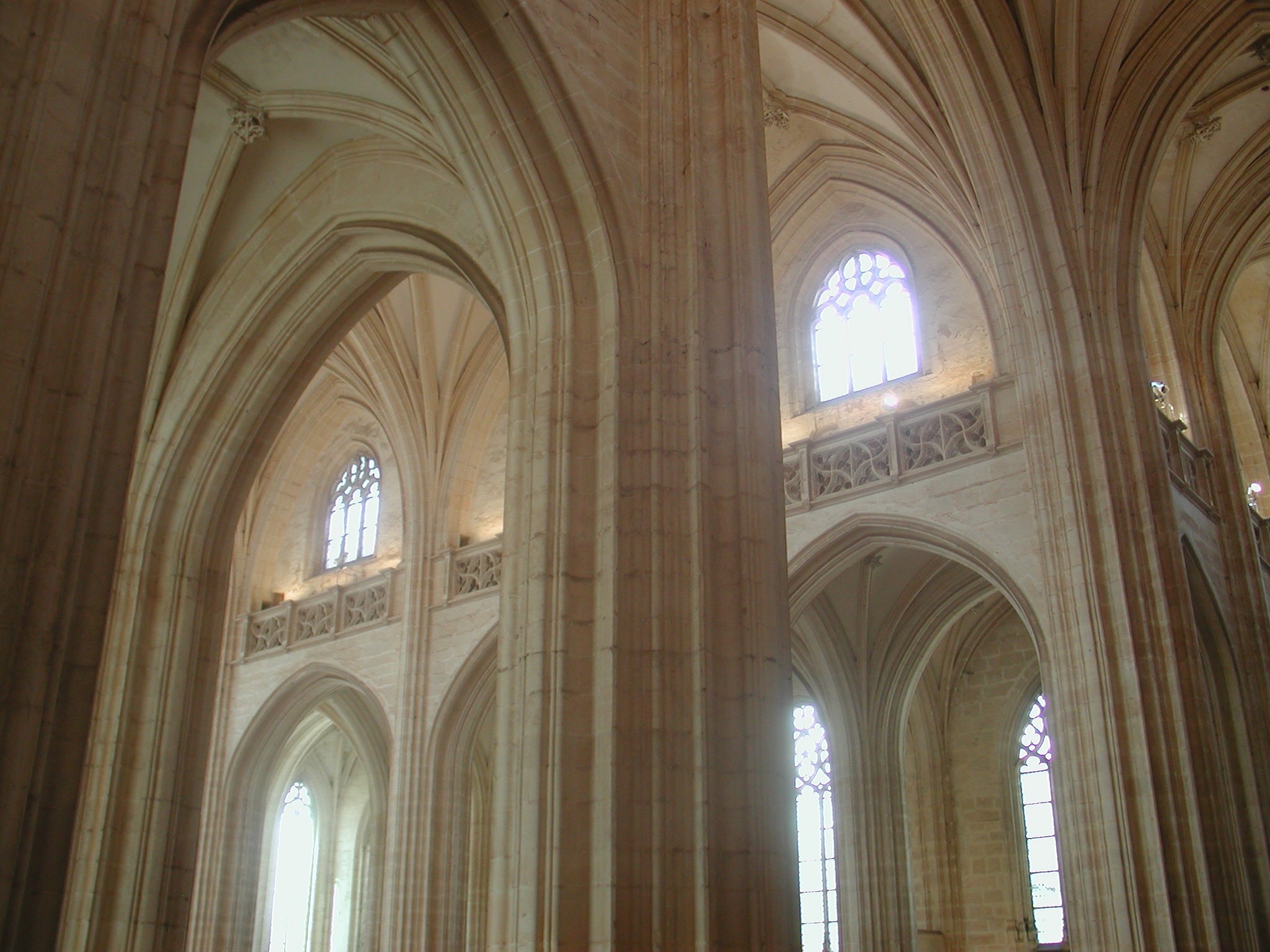
Volte e pilastri, Chiesa di Brou, Francia

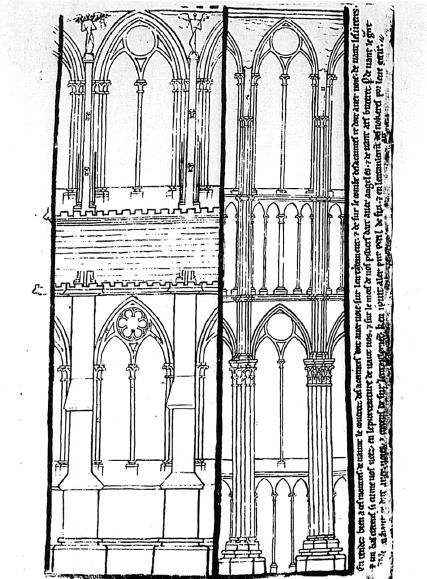
Progetto di Villard de Honnecourt per la Cattedrale di Reims

Ma la straordinaria capacità degli architetti gotici non si esaurisce nella nuova struttura statica messa a punto: gli edifici, svuotati dal limite delle pareti in muratura, poterono svilupparsi in uno slancio verticale, arrivando a toccare altezze ai limiti delle possibilità della statica. La cattedrale più alta costruita è quella di Beauvais le cui volte raggiungono un'altezza di ben 48,5 metri (la Cattedrale di Notre-Dame di Parigi ne misura 33). Questa caratteristica non fu una novità assoluta e si sviluppò probabilmente da chiese con verticalità preminente già nell'epoca romanica, in Normandia e in Inghilterra (che all'epoca formavano un'unità politica comune). Strumenti essenziali per questo sviluppo "aereo" furono:
- l'uso massiccio dell'arco a sesto acuto (di origine mediorientale, prima nell'architettura sasanide, poi in quella bizantina, armena e araba) in uso già in epoca romanica, per esempio in Borgogna e nell'Italia meridionale (in Sicilia: ad ogiva, nel Duomo di Cefalù 1131), che permette di scaricare il peso sui piedritti generando minori spinte laterali rispetto ad un arco a tutto sesto. Oltre alle minori spinte laterali, rispetto all'arco classico a tutto sesto quello acuto presenta una decisiva serie di vantaggi che gli architetti gotici hanno saputo sfruttare con grande senso pratico ed estetico e che gli derivano dal suo particolare schema geometrico. Esso, infatti, è costituito dall'intersezione di due archi di cerchio aventi lo stesso raggio, cosicché con la medesima curvatura è possibile realizzare archi con differenti ampiezze e altezze, come mostrato chiaramente da Villard de Honnecourt nel suo taccuino. Questa unificazione delle curvature permette un’elevata standardizzazione dei conci in pietra e delle armature provvisorie, semplificando, economizzando e velocizzando in tutte le sue fasi il procedimento di costruzione, aspetti tanto più vantaggiosi se si tiene conto che tali strutture sono solitamente realizzate a grandi altezze, con tutte le difficoltà di cantiere che ciò comporta. La normalizzazione delle curvature degli archi consente inoltre di livellare a piacimento le basi e le chiavi di archi e volte aventi ampiezze diverse, rendendo possibile coprire ambienti dalle piante più svariate e dunque una stupefacente varietà tipologica. La particolare forma dell’arco acuto, infine, approssima abbastanza bene, dal punto di vista della pratica realizzazione, quella dell’ellisse, consentendo così di realizzare in maniera più agevole e precisa gli archi di intersezione fra volte incidenti, penetrazioni di finestre, ecc., così come anche le sagomature e i conci delle vele di riempimento. Tutto ciò si rivela decisivo nell'adozione della volta a crociera ogivale a pianta rettangolare (la cosiddetta “barlongue”) in alternativa a quella quadrata, che sancisce la definitiva differenza tecnica ed estetica tra la struttura romanica e quella gotica, consentendo a quest’ultima, insieme alle altre soluzioni esterne quali l’arco rampante, il contrafforte e il pinnacolo, la caratteristica riduzione della presenza muraria e l’elevazione delle altezze, a vantaggio delle penetrazioni luminose (finestre, rosoni, ecc.).
- la volta a crociera ogivale, che può creare anche campate rettangolari o poligonali invece di quadrate e con l'uso di nervature e costoloni.
- gli archi rampanti innestati su contrafforti esterni, che ingabbiano la costruzione disponendosi dinamicamente attorno a navate ed absidi.
- i pinnacoli (o guglie) collocati in posizioni strategiche sui contrafforti, elementi di cui, oltre all'indubbia valenza estetica, s’è riconosciuta una preziosa valenza strutturale in quanto riescono a ridurre le tensioni destate localmente dalle spinte del vento e delle volte, e a verticalizzare significativamente la direzione di queste ultime a vantaggio di statica.

In Inghilterra si ebbe in seguito un ulteriore sviluppo della volta a crociera con la volta a sei spicchi e poi a raggiera o a ventaglio: tutte soluzioni che permettevano una migliore distribuzione del peso a favore di una maggiore altezza.
Ciò che rende affascinante l'architettura gotica è la stretta corrispondenza fra idee estetiche e innovazioni tecnologiche. L'obiettivo di rendere gli interni degli edifici sacri luminosi e ampi è raggiunto grazie all'utilizzo, sempre più perfezionato e rivoluzionario, dei principi costruttivi della volta a crociera e dell'arco acuto. L'integrazione di queste due tecniche permetterà la costruzione di flessibili campate rettangolari (non più soggette alla limitazione dell'impiego della forma quadrata come in età romanica) e la costituzione di organismi architettonici puntiformi, senza cioè che il muro abbia più funzioni portanti, svolte unicamente dai pilastri, riservando ai muri esterni una mera funzione di tamponamento. L'assenza di carico da parte della volta sui muri perimetrali, assorbito dai pilastri e dai contrafforti esterni, permetterà la sostituzione della pietra del muro col vetro delle finestre, che raggiungeranno dimensioni mai viste prima. Tutto il sistema di spinte e controspinte generato dalle volte a crociera e dai contrafforti, realizzati con pinnacoli e archi rampanti spostati all'esterno, costituirà un altro capitolo dell'estetica gotica, strettamente legata ad un pragmatismo strutturale che affascinerà gli ingegneri del ferro e dei nuovi materiali del XIX secolo.

## Periodizzazioni
L'architettura gotica continentale viene suddivisa in diverse fasi:
- Protogotico
- Gotico classico
- Gotico francese
- Rayonnant
- Tardo gotico

## Protogotico

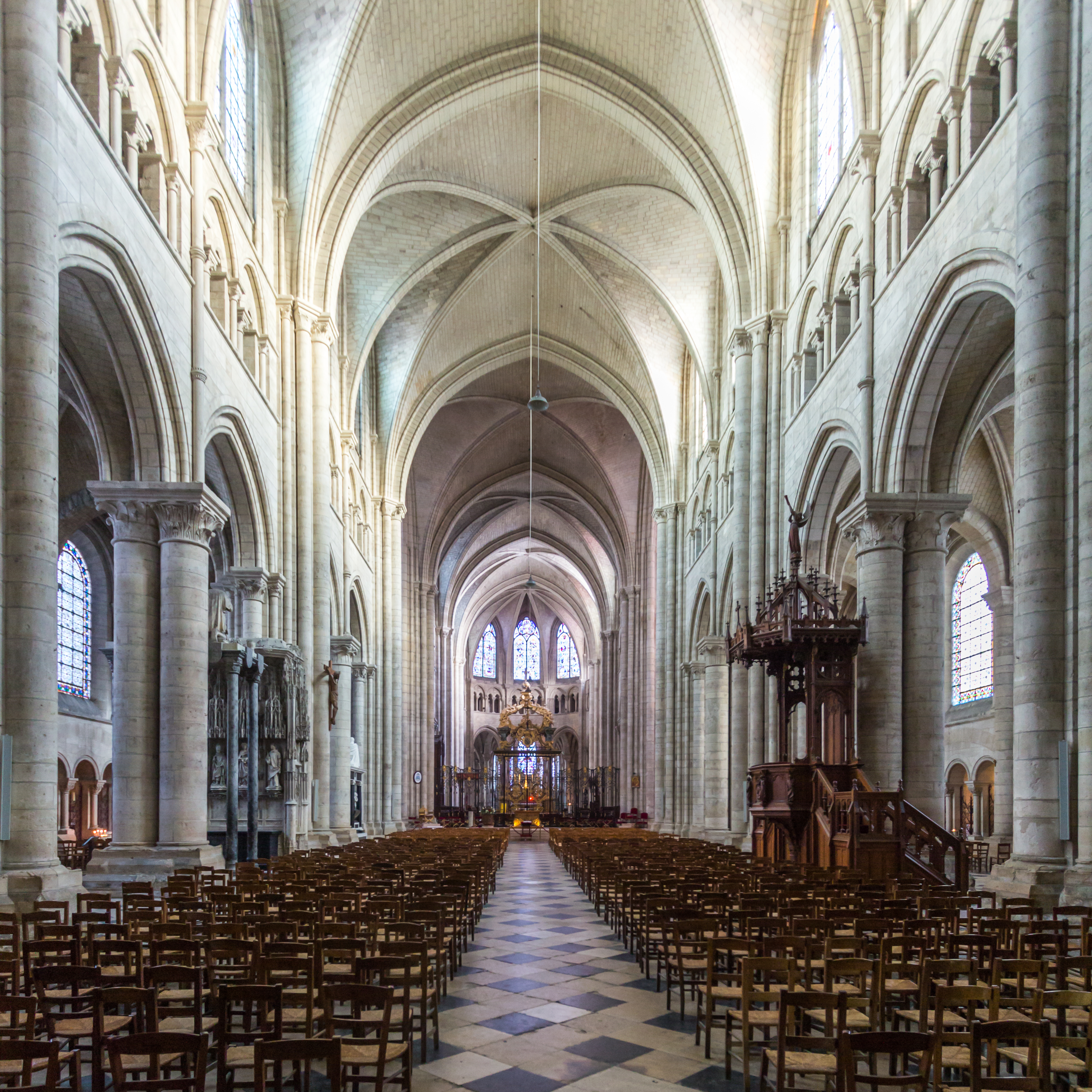
Cattedrale di Sens
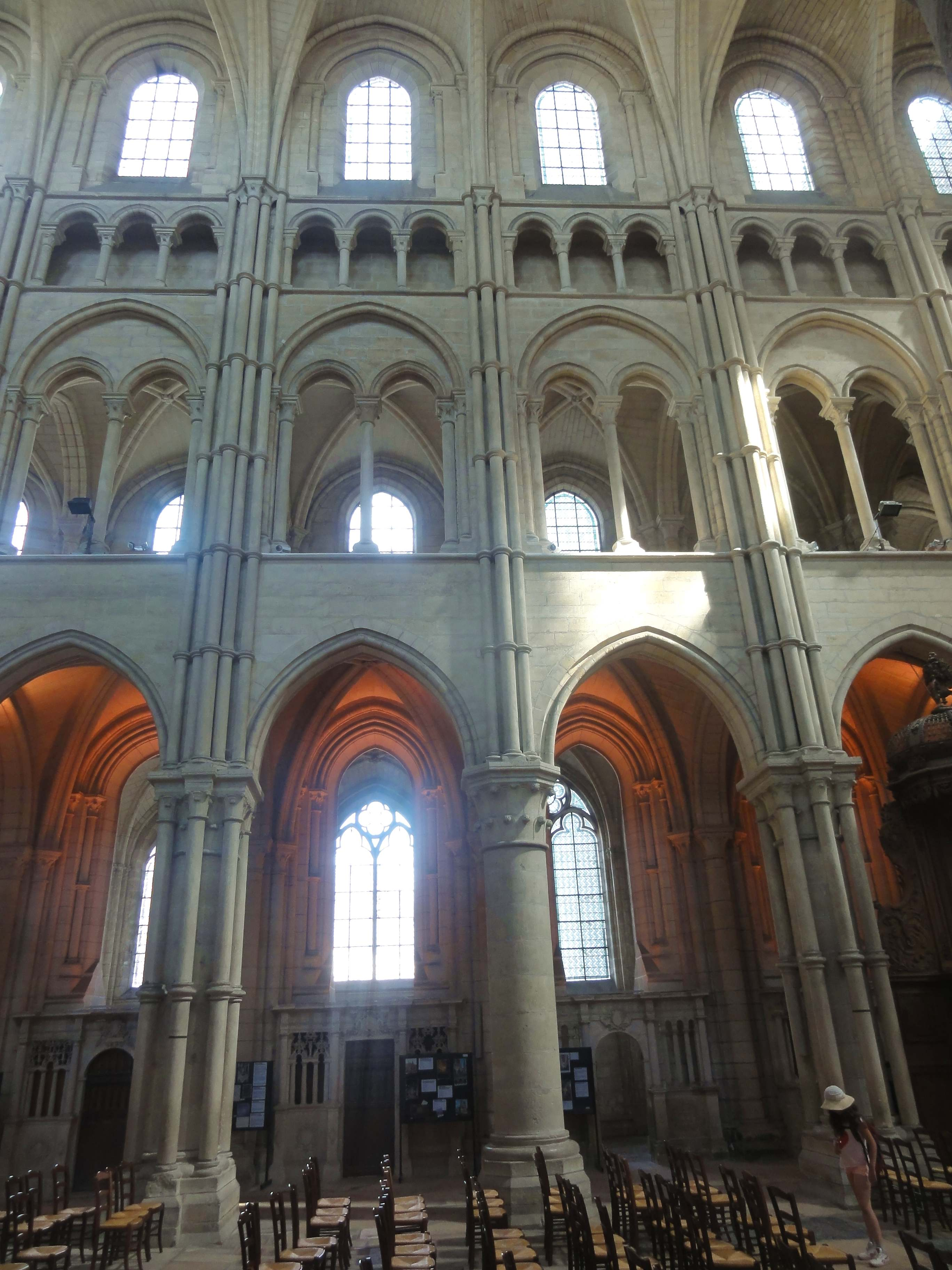
Pareti interne della Cattedrale di Laon
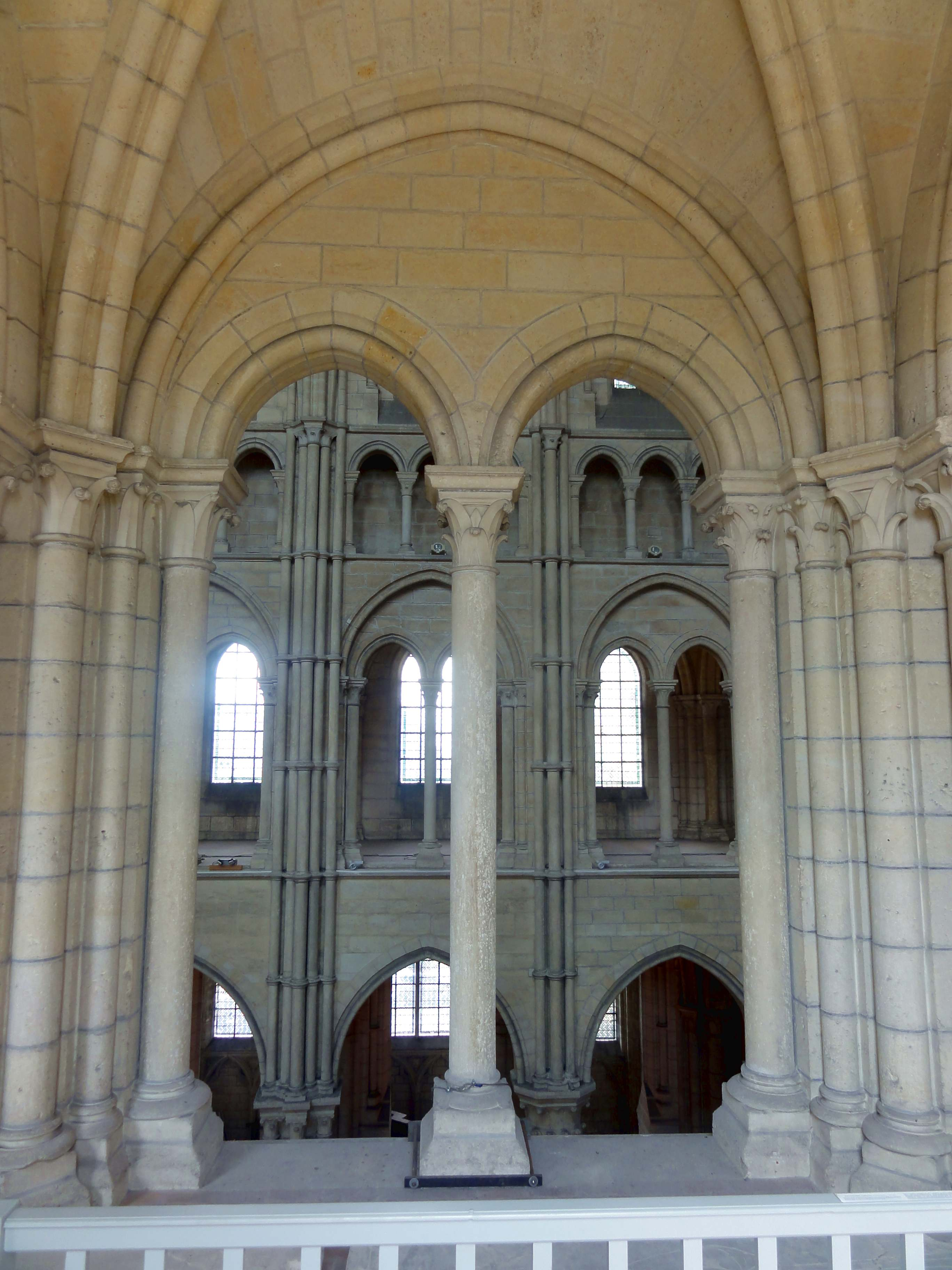
Particolare della Cattedrale di Laon
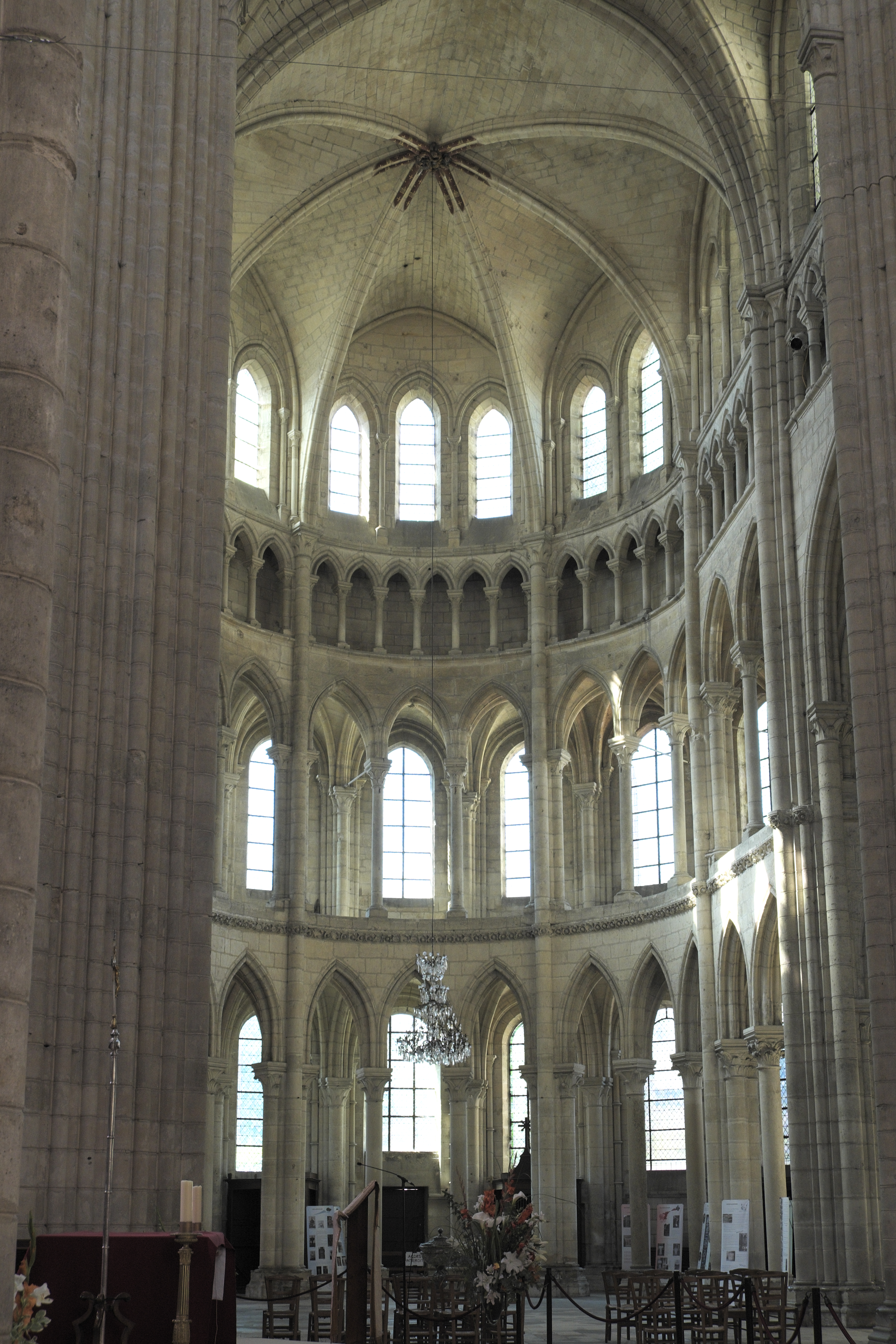
Transetto della Cattedrale di Soisson

Anche se fu consacrata solo nel 1163, i lavori per la Cattedrale di Santo Stefano a Sens iniziarono nel 1135 ed è considerata la prima delle cattedrali gotiche. Tuttavia le prime prove non riguardavano le cattedrali.
Le chiese e le abbazie di Saint-Martin de Paris (coro del 1130) e Saint-Germer-de-Fly (1135) mostrano già alcune caratteristiche gotiche. Antecedono la chiesa abbaziale di Saint-Denis, ma è uno dei primi edifici religiosi ancora in piedi a differire nettamente dallo stile romanico.
L'abbazia benedettina di Saint-Denis è uno stabilimento prestigioso e ricco grazie all'azione di Suger, abate dal 1122 al 1151. Quest'ultimo volle ristrutturare l'antica chiesa carolingia per mettere in risalto le reliquie di Saint Denis in un nuovo coro: per questo, volle un prospetto significativo e finestre che lasciassero entrare la luce.
Suger decise di completare la costruzione della sua nuova chiesa abbaziale ispirandosi al nuovo stile intravisto nella cattedrale di Saint-Étienne a Sens. Nel 1140 fece costruire una nuova facciata occidentale di tipo "armonico", ispirata a modelli normanni di età romanica, come la chiesa abbaziale di Saint-Étienne a Caen, che offre un bell'esempio di facciata armonica normanna, rompendo con la tradizione carolingia del massiccio occidentale. Nel 1144 la consacrazione del coro della basilica segnò l'avvento di una nuova architettura. Riprendendo il principio del deambulatorio con cappelle radianti e raddoppiandolo, innovò giustapponendo le cappelle, che prima erano state isolate, separandole da un semplice contrafforte. Ognuna delle cappelle ha grandi finestre gemelle con vetrate colorate che filtrano la luce. La volta adotta la tecnica dell'incrocio a costoloni, che permette di distribuire meglio le forze verso i pilastri.
La prima arte gotica si estende durante la seconda parte del xii secolo nel nord della Francia. Il clero secolare fu allora tentato da un certo splendore architettonico. Saint-Denis è considerato il prototipo: ma questa scelta molto audace non fu subito compresa e seguita (facciata armonica, doppio deambulatorio, volte a vela). La cattedrale di Saint-Étienne de Sens è un altro esempio iniziatore di questo movimento, meno audace di Saint-Denis: sostegni alternati (pilastri forti e deboli), volte sessuate, muri che rimangono relativamente spessi - l'uso di archi rampanti si diffonderà solo nel periodo gotico classico (anche se fanno la loro prima apparizione attestata a Saint-Germain-des-Prés, dal 1150, fino alla scoperta di questo elemento architettonico nel 1130 a Cluny). Si possono tuttavia notare innovazioni come l'assenza di un transetto che unifica lo spazio e un'illuminazione più abbondante.
L'elevazione del primo stile gotico fu poi effettuata su quattro livelli: grandi arcate, tribune, triforio e alte finestre, le tribune divennero così una delle caratteristiche principali degli anni 1140-1180 come nelle cattedrali di Laon, Noyon, Saint-Germer-de-Fly e anche se rimaneggiate a Senlis ... I contributi di Sens si comprendono più rapidamente di quelli di Saint-Denis. La cattedrale di Sens avrebbe avuto più ripercussioni e presto molti edifici avrebbero seguito il suo esempio, inizialmente a nord della Loira.

## Gotico Classico (1180-1230)

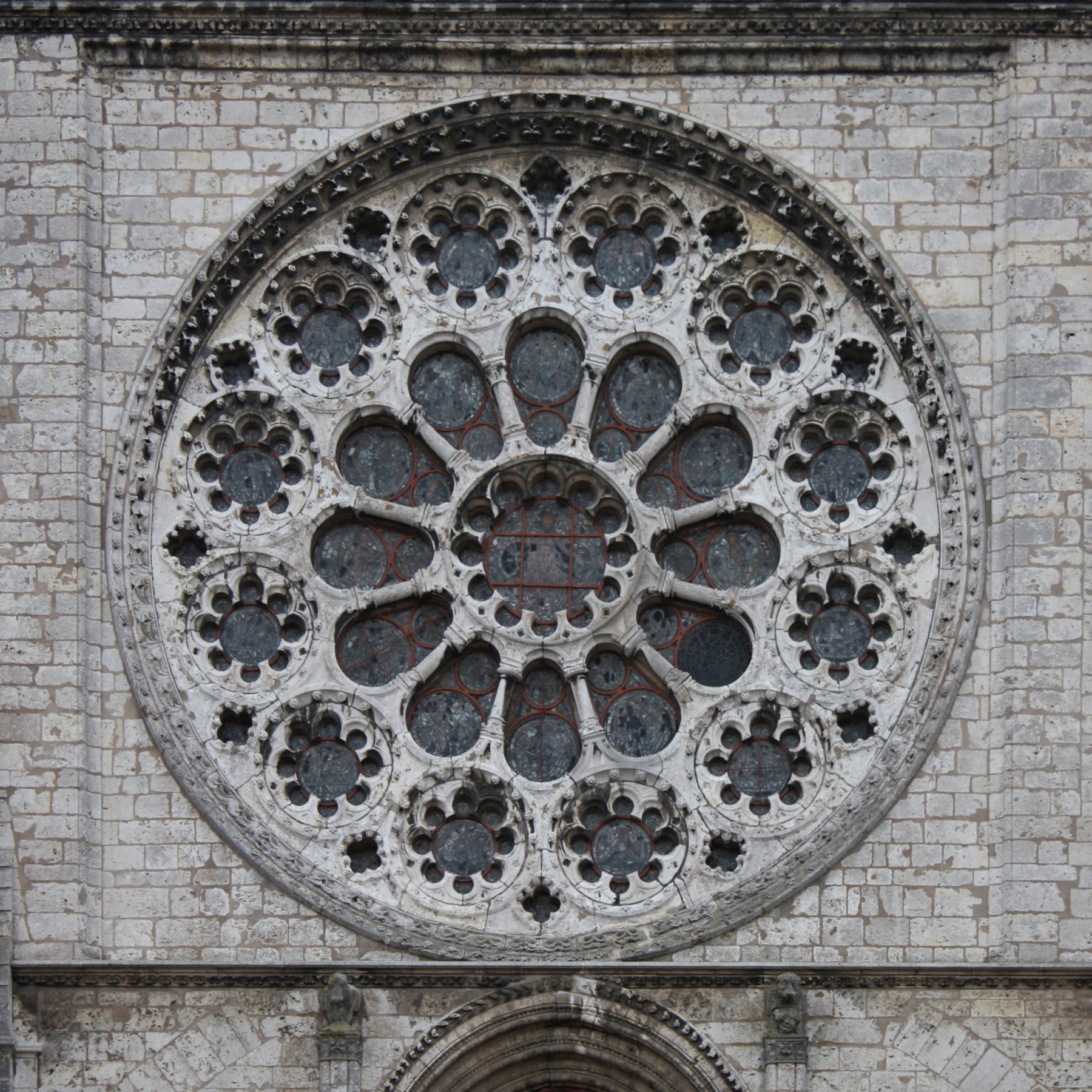
Rosone della Cattedrale di Chartres
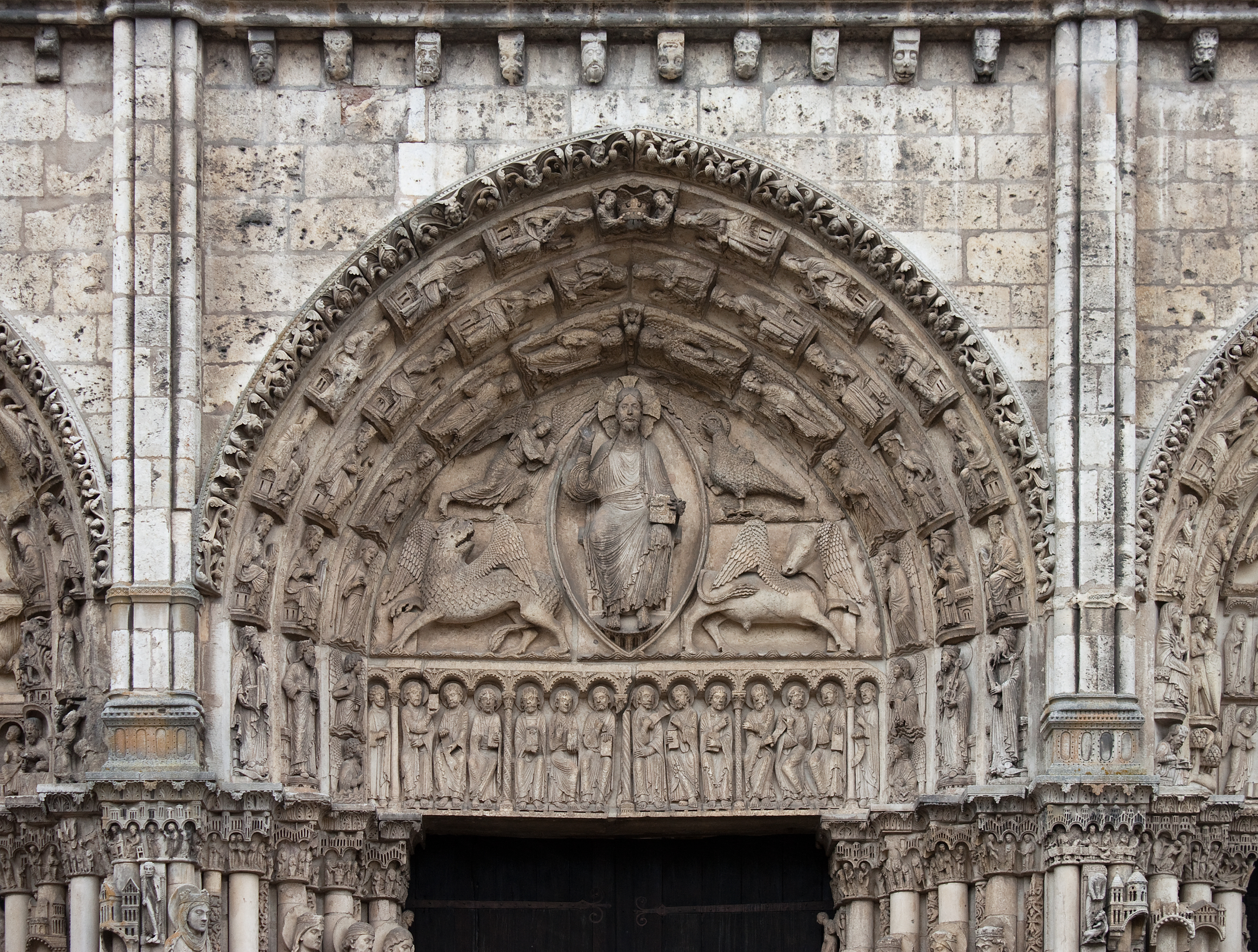
Portale e timpano della Cattedrale di Chartres
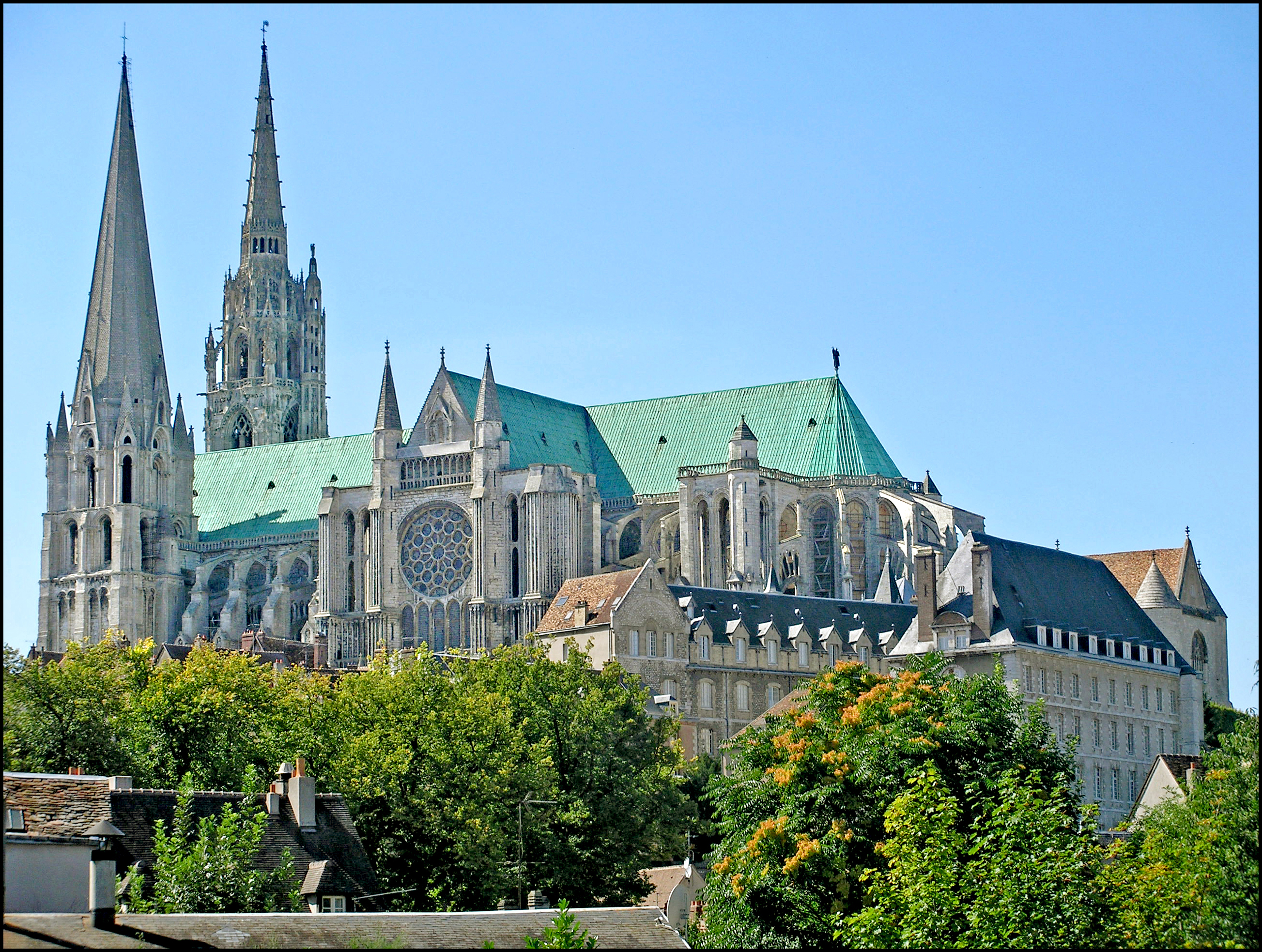
Cattedrale di Chartres
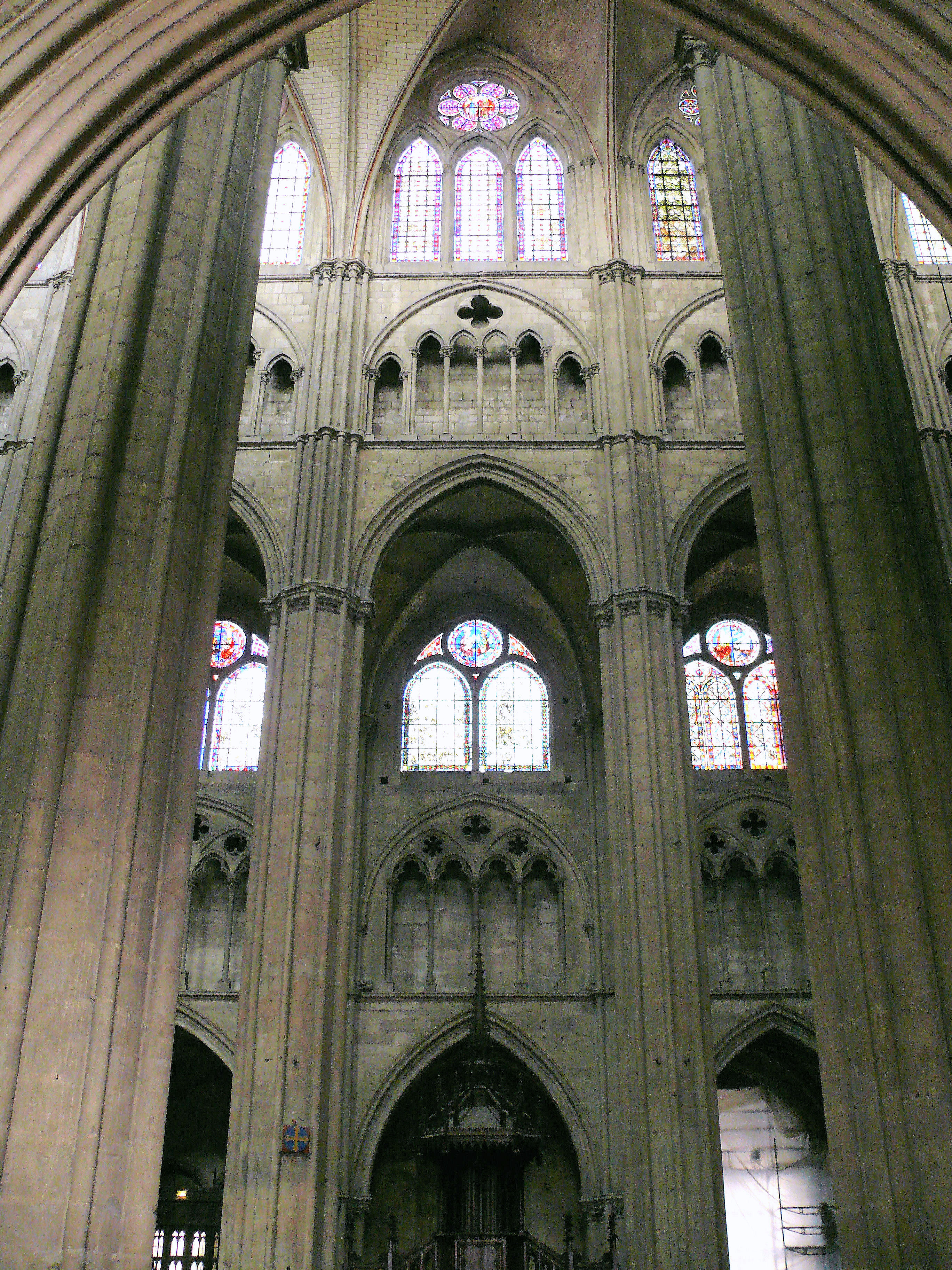
Facciata interna cattedrale di Chartres
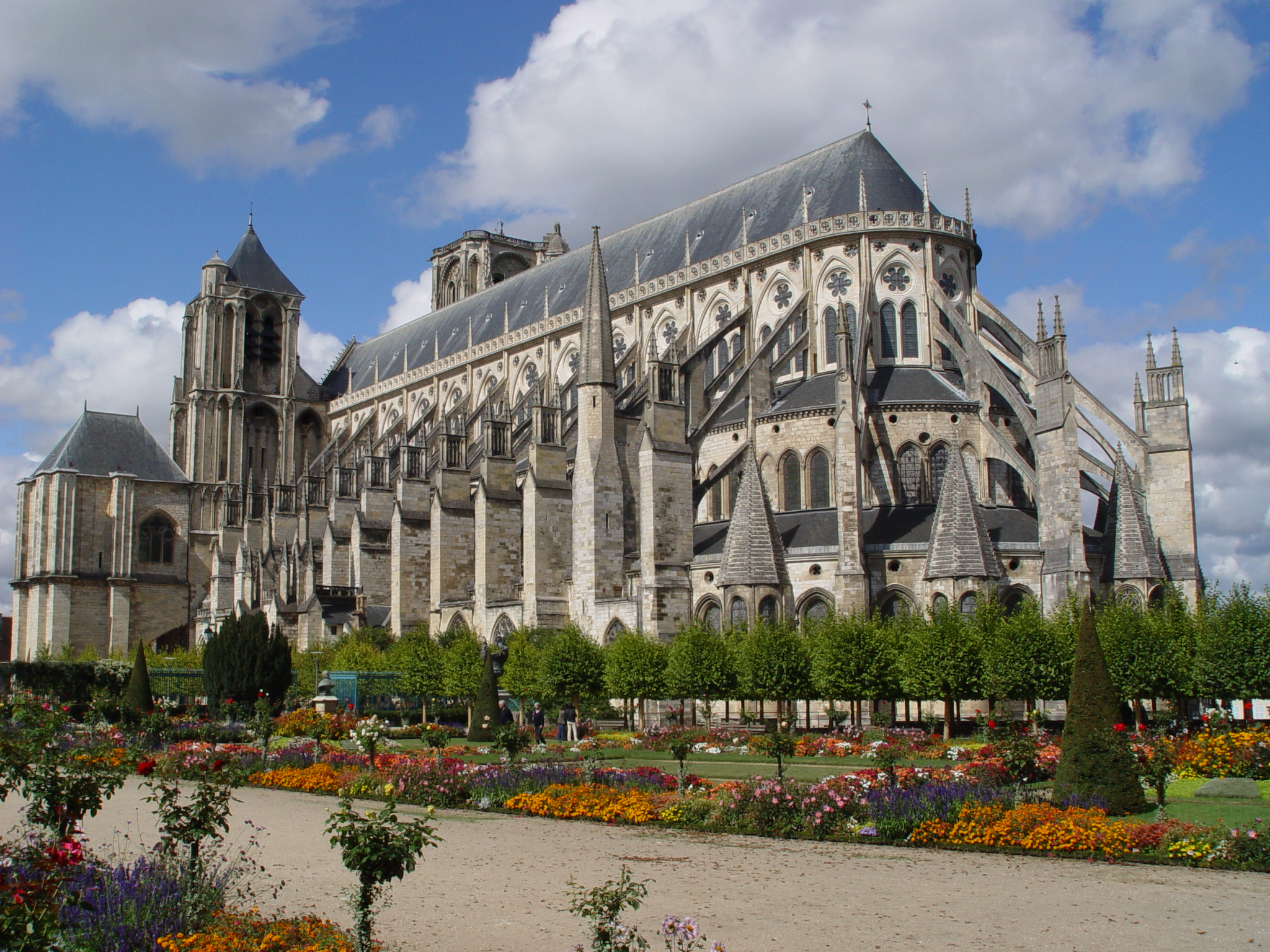
Cattedrale di Bourges

## Gotico Radiante (1230-1380)

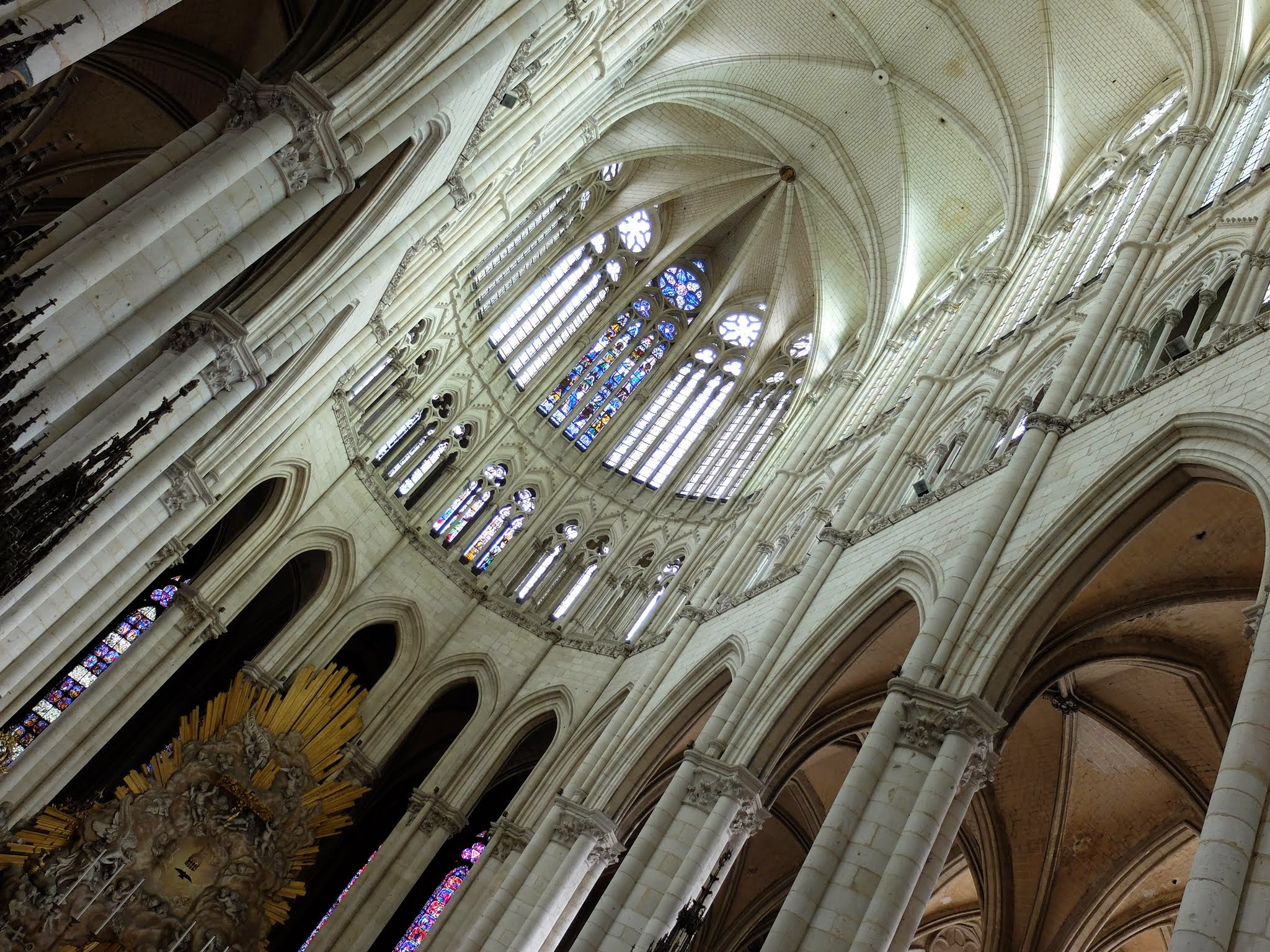
La Cattedrale D'Amiens
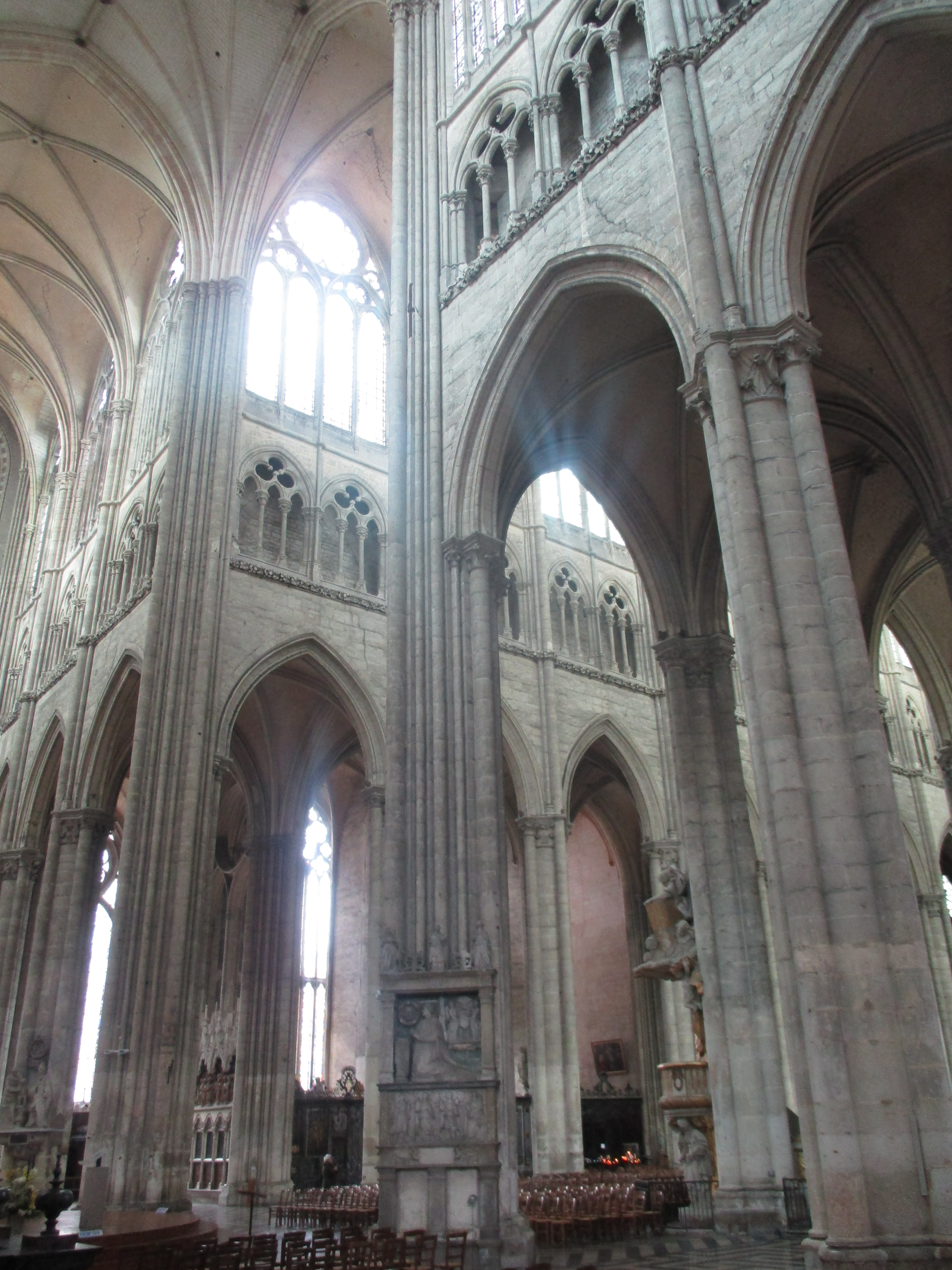
Interni
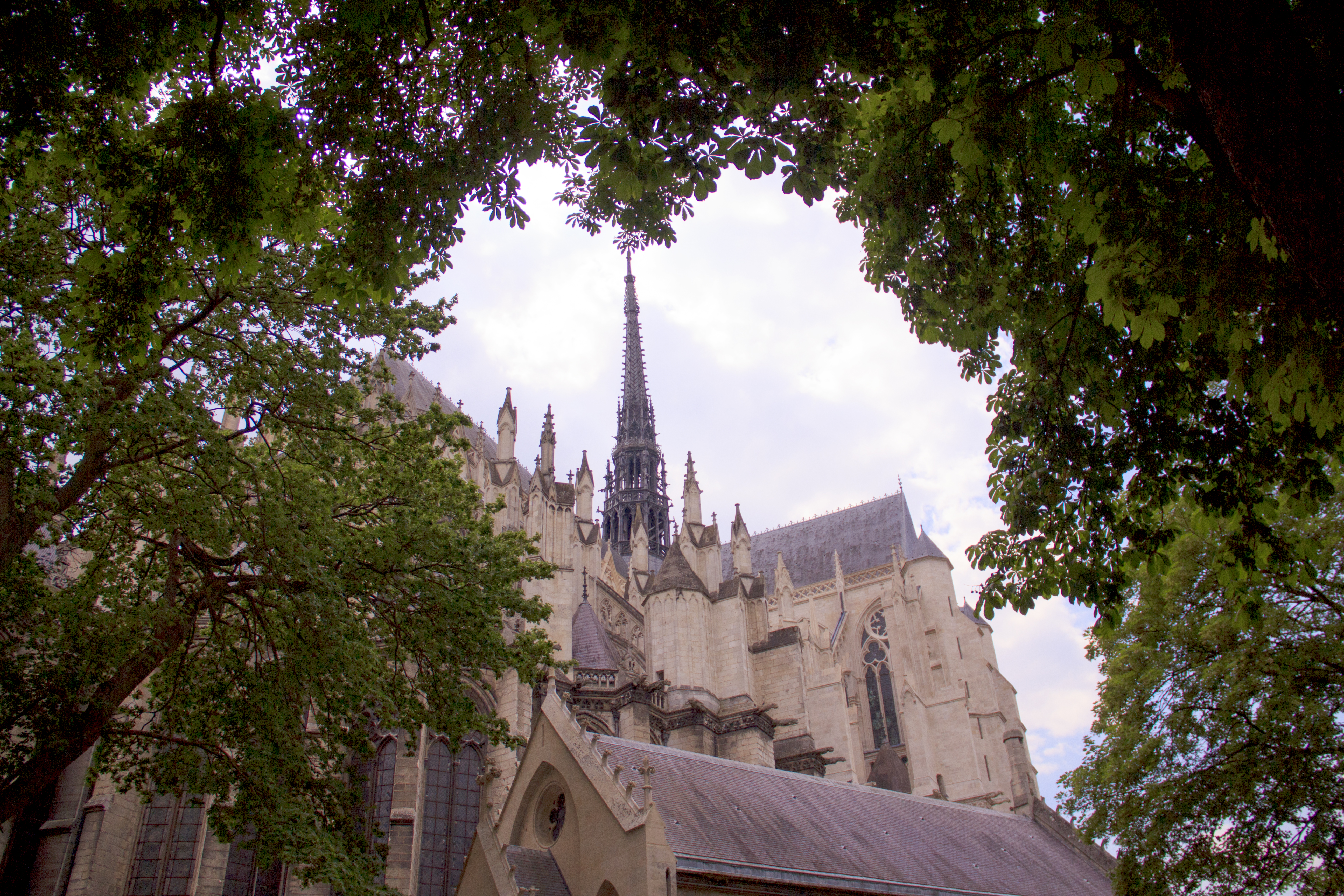
Facciate esterne della Cattedrale D'Amiens
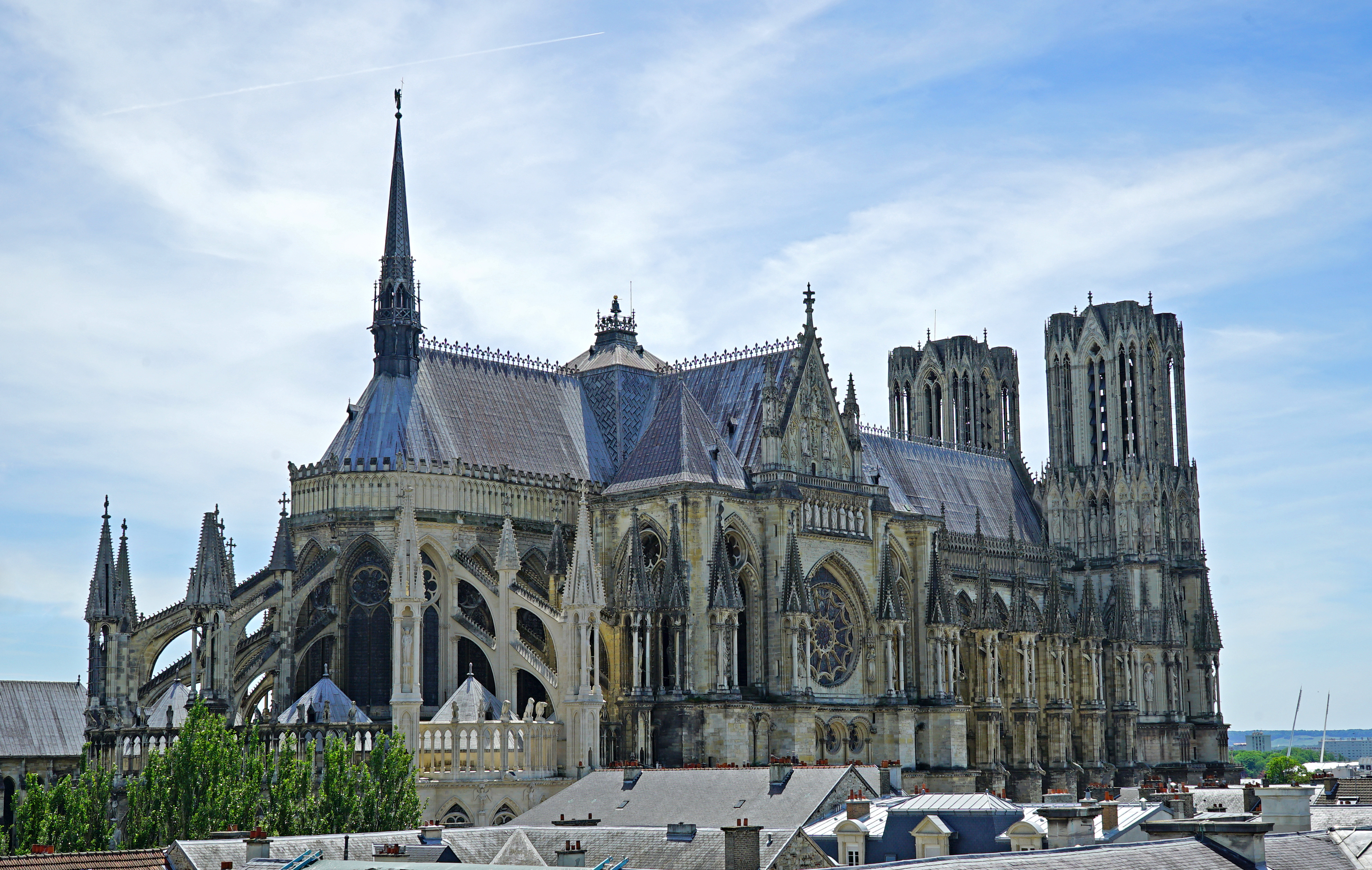
Cattedrale di Reims
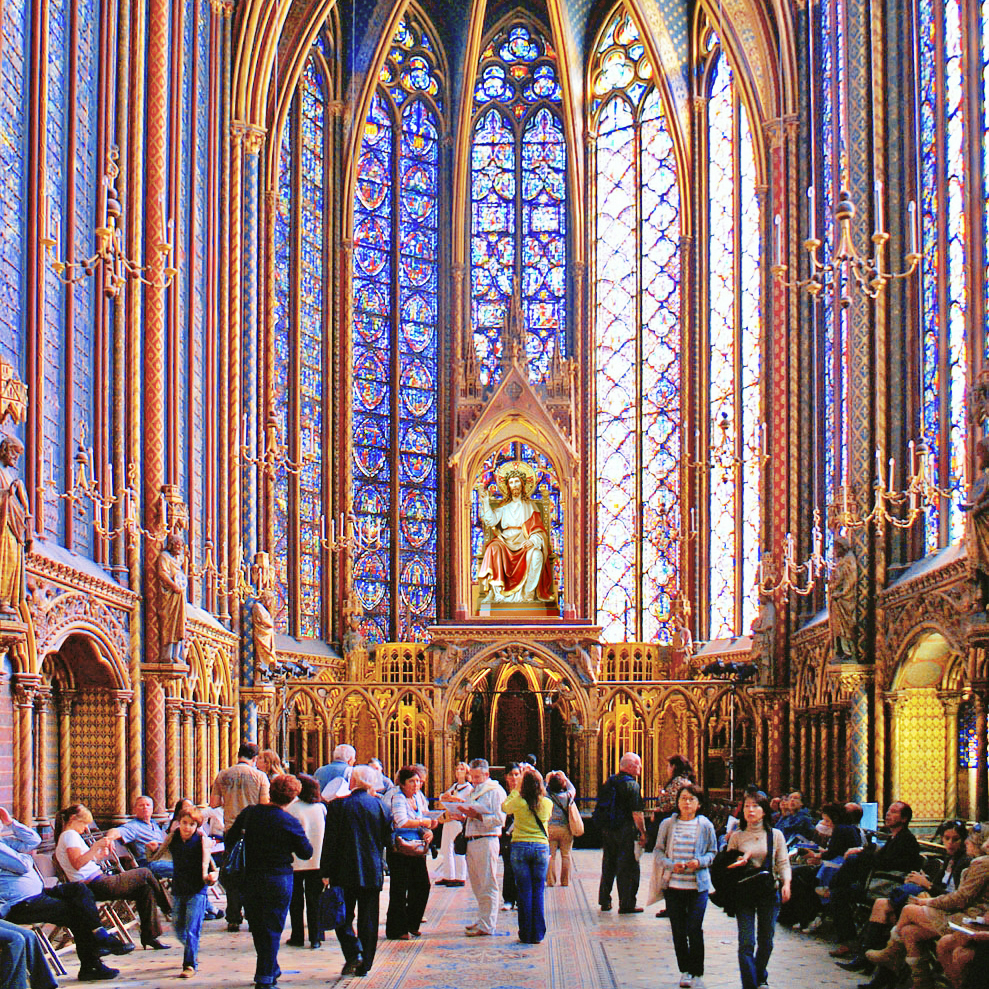
Sainte Chappelle, cappella superiore
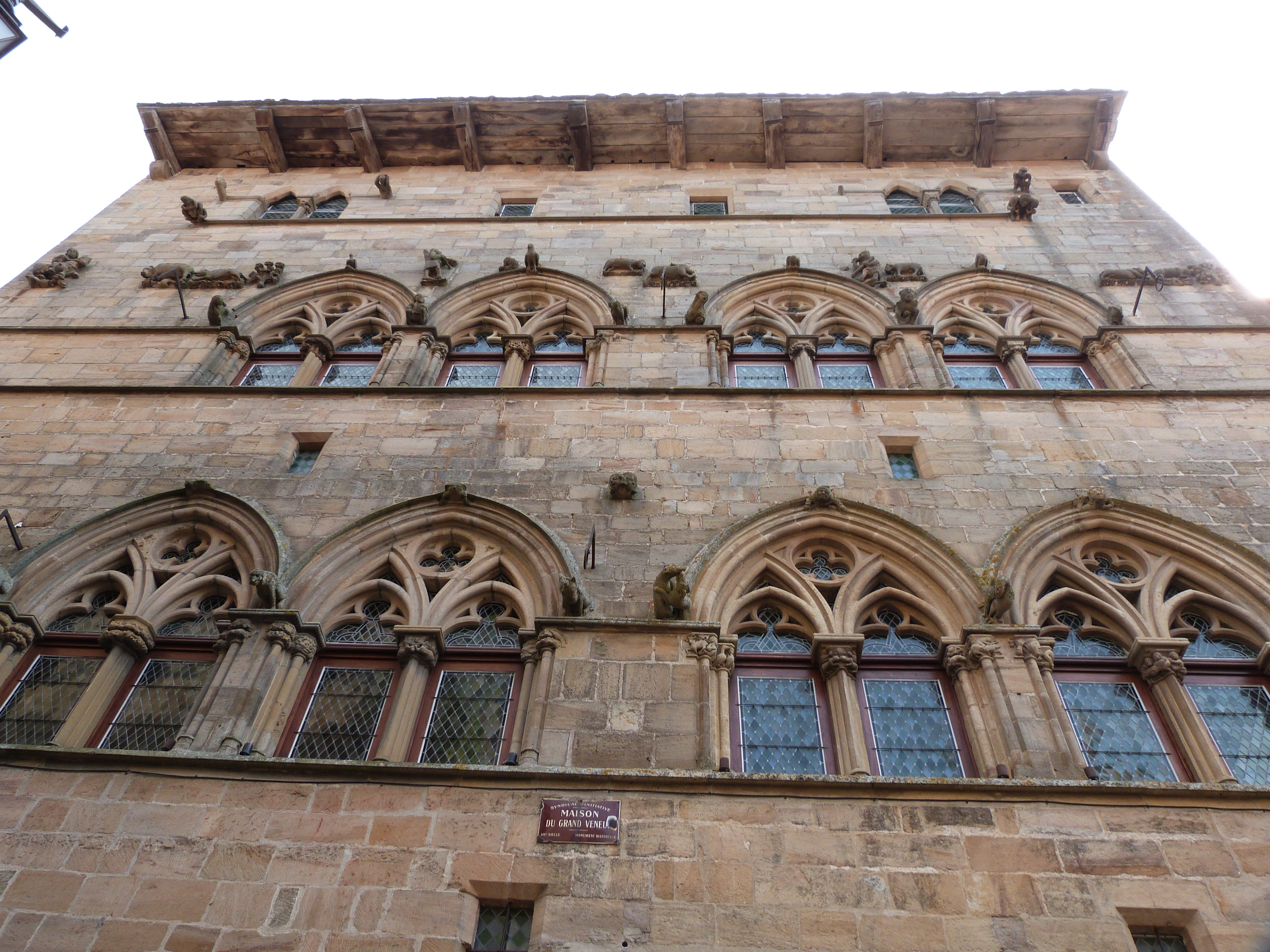
Casa medievale francese

## Gotico Internazionale o Cortese (1380-1420)

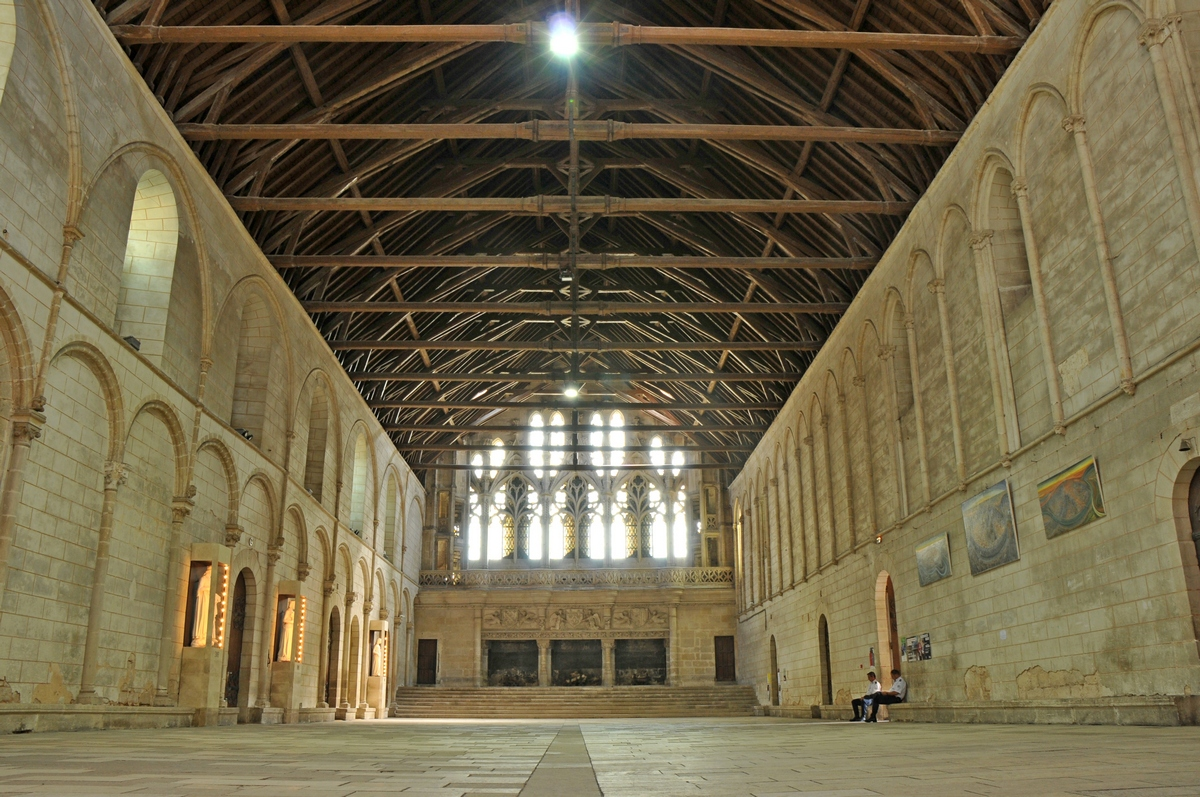
Sala di giustizia, Palazzo dei conti di Poitiers
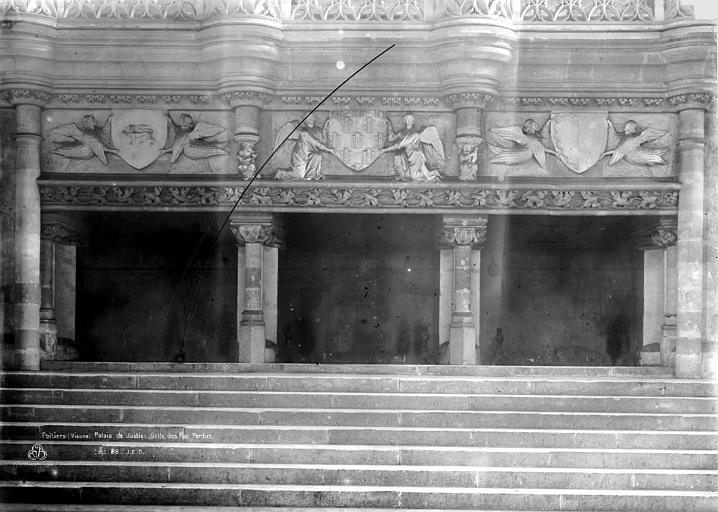
Camino del Palazzo dei Conti di Poitiers
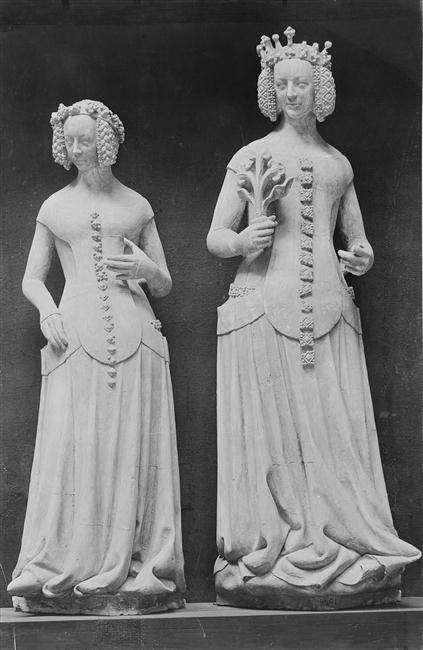
Statue di Jeanne de Boulogne e Isabella di Baviera
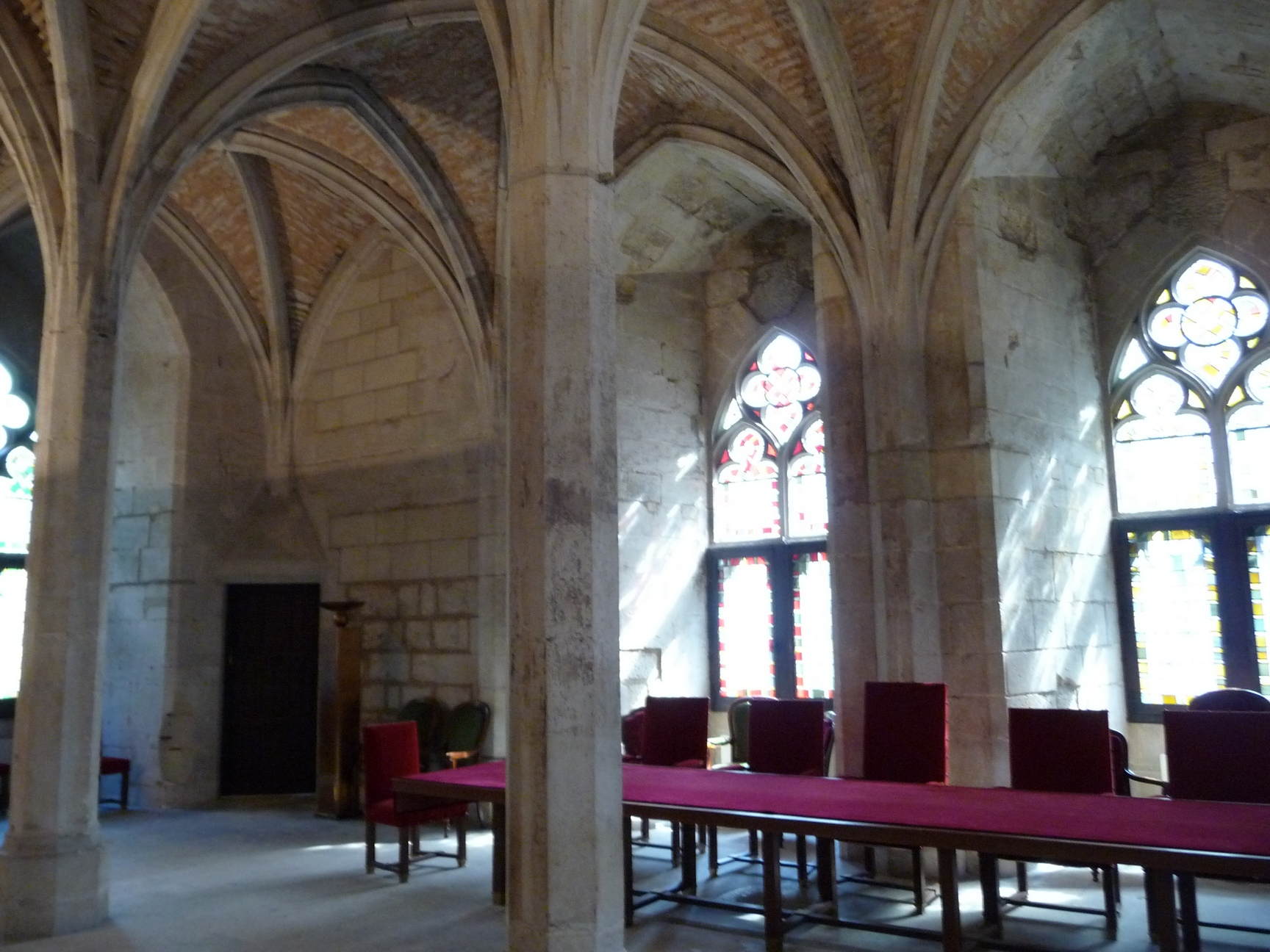
Interni del Palazzo Contale (1388-1416)
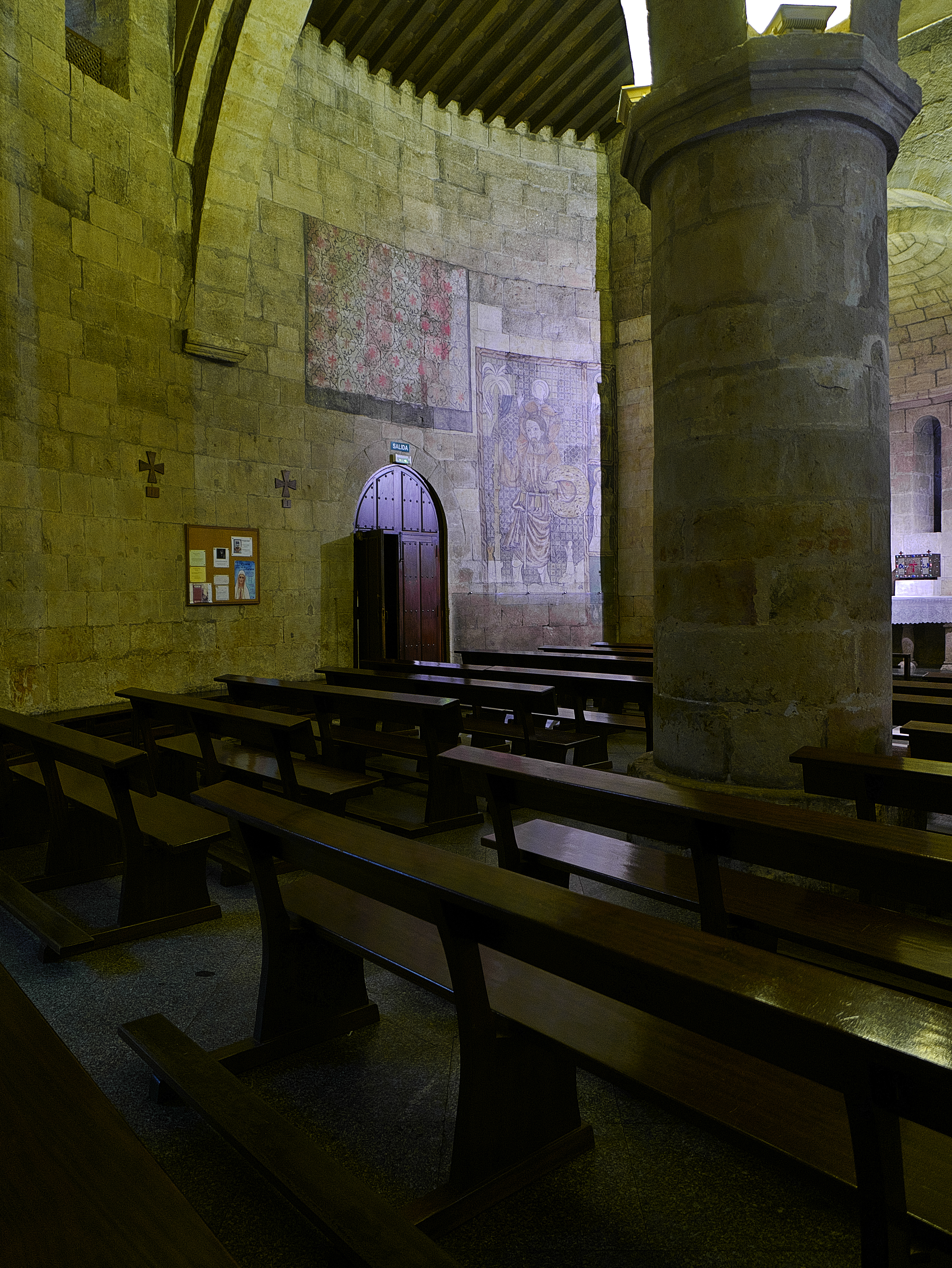
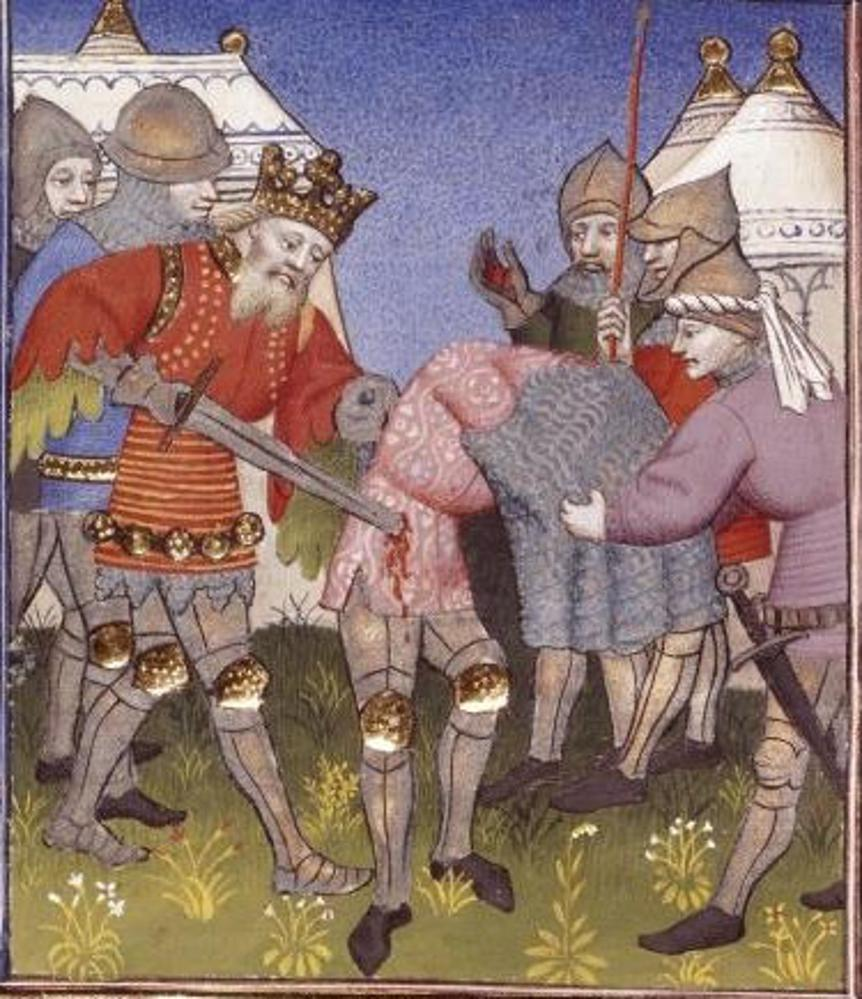
San Giorgio e la Principessa, Pisanello
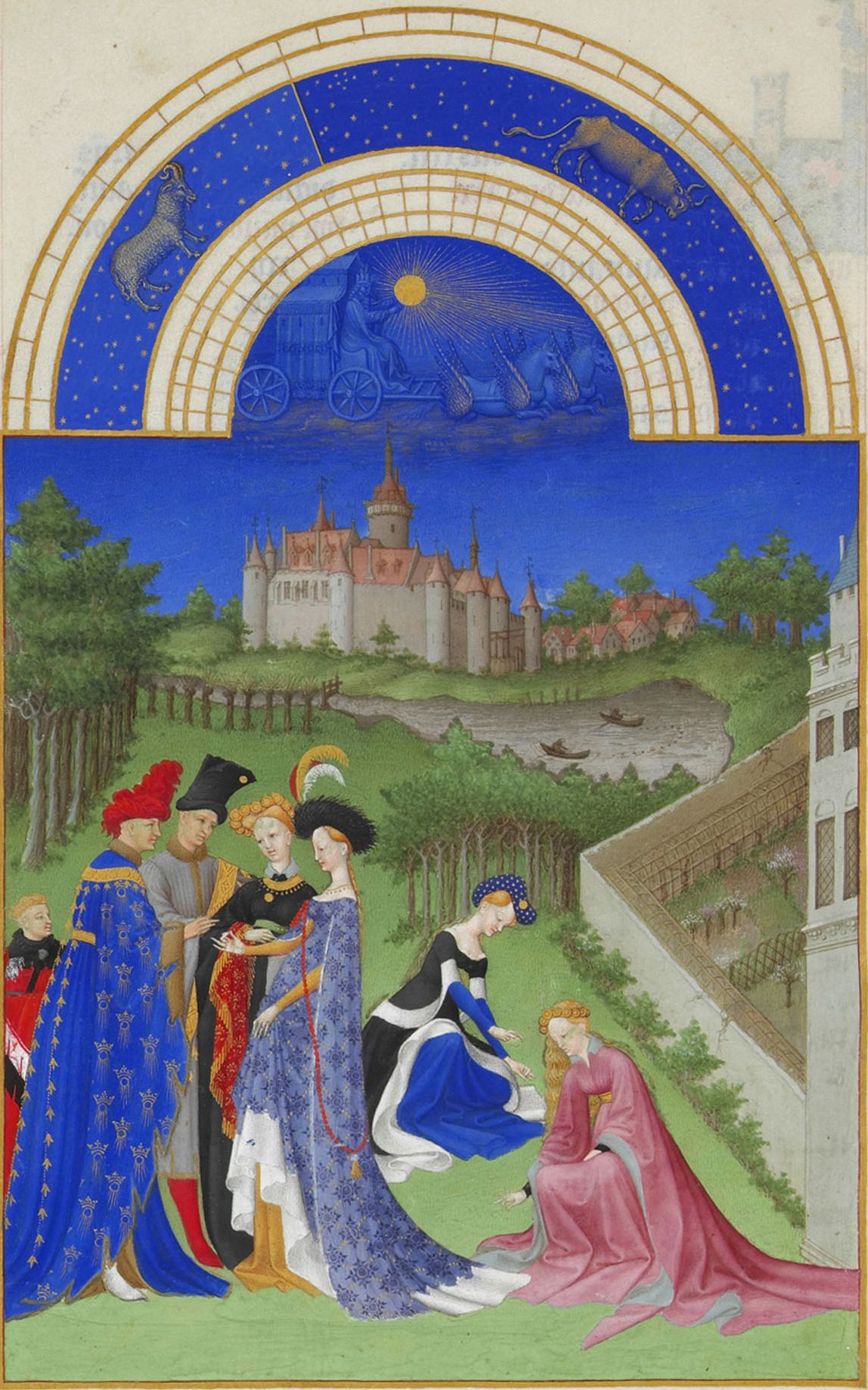
Miniatura delle Très Riches Heures du Duc de Berry
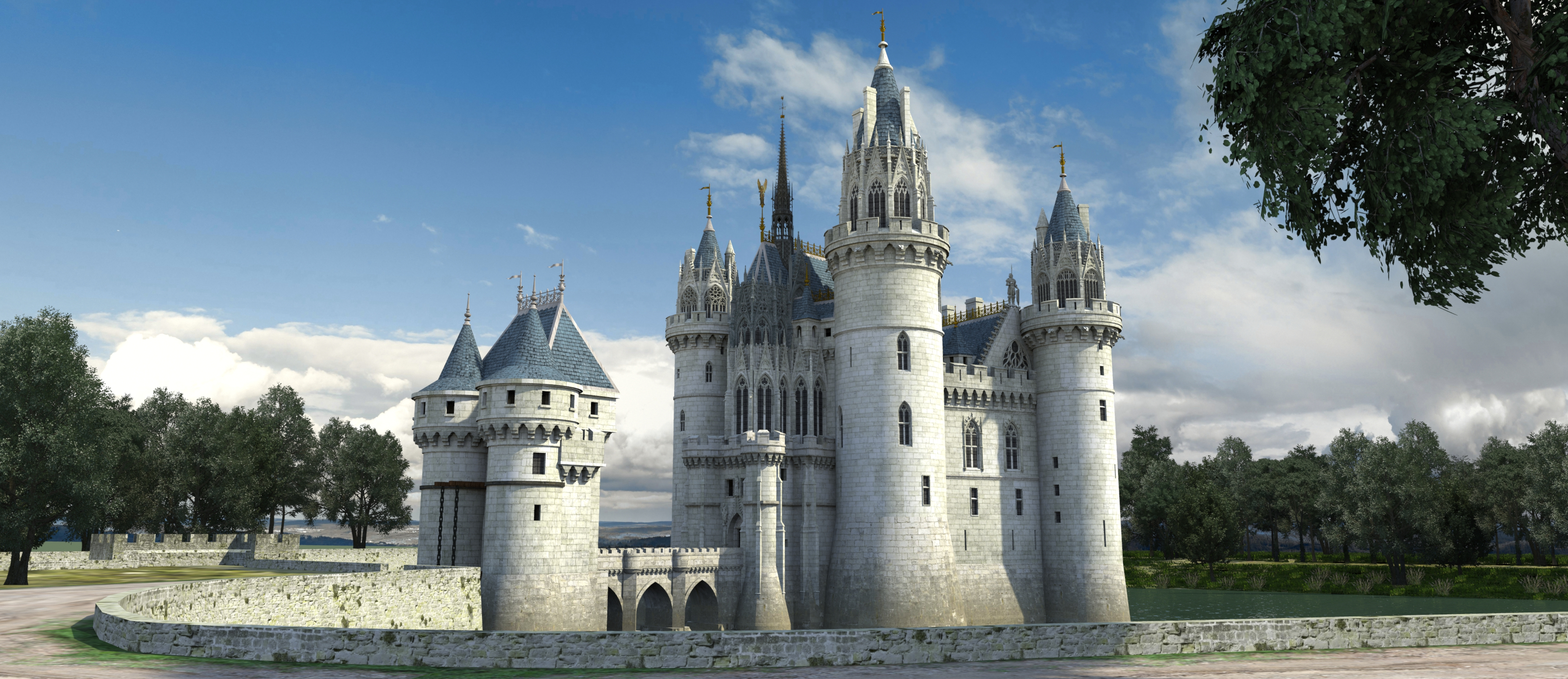
Ricostruzione del Castello di Mehun Sur Yevre ai tempi di Jean de Berry
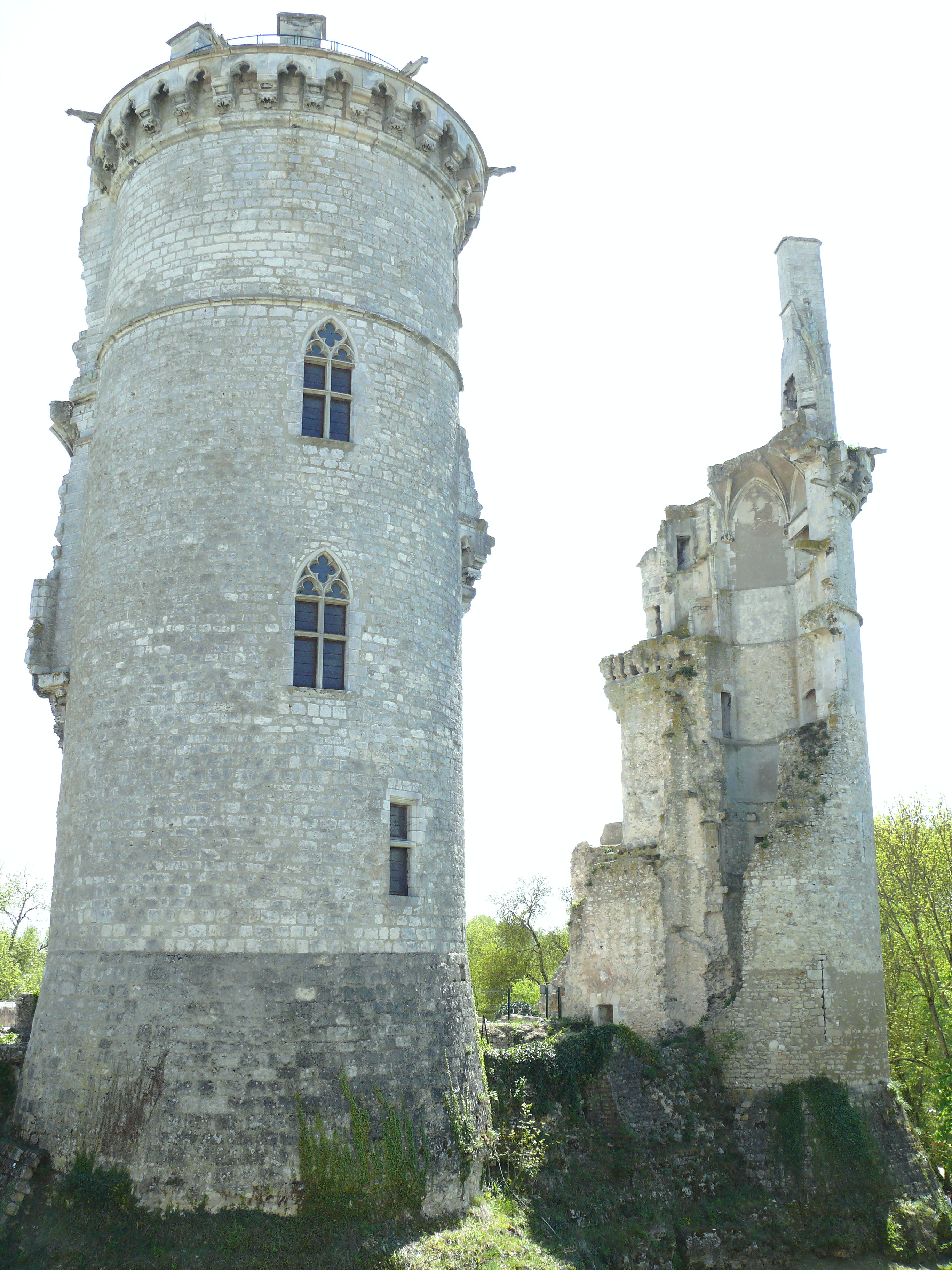
Vestigia delle torri di Jean de Berry

Nel Trecento e Quattrocento, il gotico si sviluppò in direzioni nuove rispetto alle forme dei due secoli precedenti.
L'edificio dei secoli XIV e XV era caratterizzato da una navata centrale di notevole altezza e dalle due navate laterali molto più basse. Ciò comportava che la luce fosse concentrata soprattutto in alto, a livello del cleristorio.
Nel tardo gotico invece la disposizione interna più comune segue il modello della chiesa a sala, cioè con le navate laterali di uguale altezza rispetto a quella centrale. Ciò fece sì che la luce non provenisse più dall'alto, ma dalle pareti laterali, illuminando in modo omogeneo tutto l'ambiente. Anche la direzionalità tradizionale venne modificata, venendosi a perdere la forte connotazione per assi precedente, in favore di una spazialità policentrica. Questa nuova visione dello spazio è stata anche messa in relazione con la religiosità più terrena e mondana del XV secolo.

La geografia di questa nuova sensibilità presenta una mappa diversa da quella del gotico classico: le regioni più innovative furono la Germania, la Boemia, la Polonia, l'Inghilterra e la zona alpina.

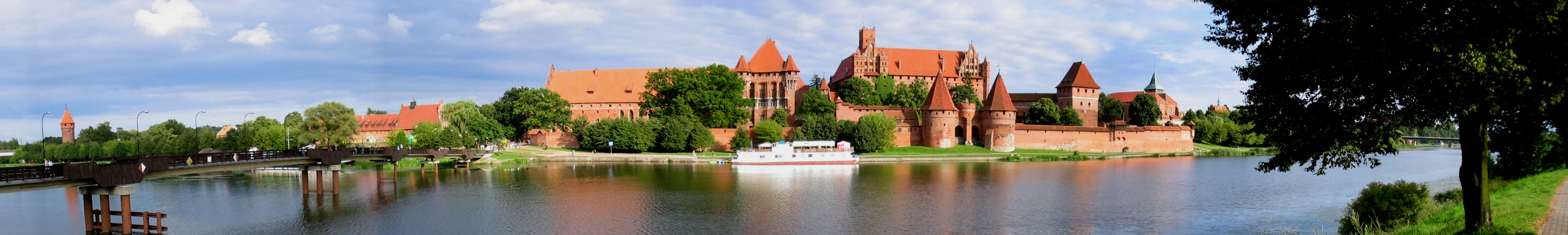
Malbork, Polonia

## Varianti regionali
Esistono inoltre diverse varietà nazionali e anche regionali dell'architettura gotica:
- Gotico francese (in particolare le grandi cattedrali)
- Gotico brabantino
- Gotico inglese
- Gotico italiano
- Gotico tedesco nei territori del Sacro Romano Impero e nell'Europa centrale
- Gotico spagnolo e portoghese
- Gotico napoletano
- Gotico siciliano
- Gotico baltico (architettura in mattoni dell'Europa settentrionale)
- Gotico degli stati crociati (in Siria, Libano, Israele, Rodi e isole della Grecia)

Ognuna di queste varietà nazionali presenta caratteristiche particolari e fasi proprie, talvolta ben distinte (come ad esempio il gotico inglese), sebbene sia possibile identificare gli influssi reciproci delle varie componenti regionali. Fra tutte queste varietà la più importante è senza dubbio quella francese, poiché l'architettura gotica dei diversi paesi europei può essere vista come il recepimento, spesso estremamente originale, degli stimoli provenienti dal nuovo linguaggio formatosi verso la metà del XII secolo nell'Ile de France.

## Interpretazioni

### Proporzioni dell'architettura gotica: il concetto di ordine
L'estetica medievale, che trova nell'architettura gotica una delle sue maggiori realizzazioni, ha nella matematica e nella geometria la sua fondazione. Lo storico dell'arte Otto von Simson, nel suo testo La cattedrale gotica. Il concetto medievale di ordine sostiene che le proporzioni dell'edificio sacro non sono casuali e non sono nemmeno determinate dalla ricerca di effetti spettacolari, ma derivano da una visione dell'arte come scienza, cioè come speculazione teorica, nella ricerca dei rapporti geometrici che stanno alla base del cosmo e che sono ritenuti di origine divina. Si tratta degli stessi rapporti che governano il mondo della musica, le cui regole armoniche non sono fatti meramente naturali, ma riflessi delle armonie celesti. I primi edifici gotici sono costruiti in base a rapporti numerici analoghi agli intervalli perfetti dell'armonia musicale, cioè ottava, quinta e quarta e unisono, come nel rapporto fra le dimensioni della campata o del transetto rispetto alla navata. In questo modo l'edificio sacro viene ad avere gli stessi rapporti armonici che ha il creato e la musica, poiché è Dio, il grande architetto dell'universo, ad avere stabilito in principio queste divine proporzioni, decifrabili dal libro della natura e anche dal libro della rivelazione. Lo stesso tempio di Salomone, stando alla descrizione che ne fa la Scrittura, ha delle proporzioni numeriche perfette.
Agostino d'Ippona, nel trattato De Musica, enuncia questa estetica come riflesso delle perfezioni divine che hanno nella musica (e nella armonia musicale) la sua espressione più compiuta. L'architettura, la più astratta delle arti e basata, come l'armonia musicale, sulla consonanza delle varie parti e costruita come sviluppo e fioritura di figure geometriche perfette, è la forma d'arte maggiore che permette un contatto diretto con Dio, perché condivide le stesse regole che ha seguito il creatore quando diede forma all'universo. In un certo senso si può affermare che in occidente l'architettura ha lo stesso ruolo di tramite che in oriente hanno le icone, ma mentre l'immagine si ferma al sensibile e all'apparente, nell'architettura si va oltre, potendo cogliere l'essenza divina attraverso l'intelletto, poiché Dio ha creato ogni cosa come numero, peso e misura, come riportato nel libro della Sapienza di Salomone. Questo spiega anche l'avversione per le immagini sensibili in Sant'Agostino e anche nei teologi medievali, in particolare in Bernardo da Chiaravalle, il quale proibì ogni forma di arte figurativa nelle chiese del suo ordine cistercense promuovendo, per gli edifici di questo ordine monastico, un'architettura pura e silenziosa, dove le pietre - finemente squadrate e lavorate - e le stereometrie degli spazi geometricamente perfetti erano più eloquenti riguardo ai misteri divini delle ridicole difformità o delle grossolane raffigurazioni che adornavano le chiese romaniche.

### Architettura gotica e scolastica
In un famoso saggio lo storico dell'arte Erwin Panofsky sostiene che gli architetti della prima fase del gotico fossero stati fortemente influenzati dai metodi e dalla struttura logica della filosofia scolastica, al punto da averne adottato l'abito mentale. Ciò si rispecchierebbe nell'organizzazione delle partiture architettoniche degli edifici gotici, che manifestano apertamente la loro funzione strutturale in modo rigoroso, analogo alla rigorosa struttura logica e razionale delle summe e dei testi di filosofi scolastici dell'epoca.

### Origine del nome
Il malinteso che faceva derivare il termine gotico dalla popolazione dei Goti, antenati dei tedeschi, fece nascere la convinzione che si trattasse di uno stile tipico della Germania, quando in realtà esso era sorto in Francia. Dopo che il termine era stato usato a partire dal Rinascimento in senso spregiativo, il gotico cominciò a essere rivalutato in età romantica. In particolare fu Goethe a contribuire ad una rivisitazione del giudizio negativo che ne era stato dato fino allora.
(Goethe, Von deutscher Baukunst, 1772)